# برستل
برستل مدينة ومقاطعة مراسيمية في إنكلترا. وهي أكثف المدن في السكان في جنوب غرب إنكلترا، إذ يبلغ عدد سكانها 463,400 نسمة. أما مجمع برستل الأوسع، فهو صاحب عاشر أكثف تعداد سكاني في إنكلترا. وأما المنطقة الحضرية فتعداد سكانها 670,000 نسمة، وهي الحادية عشر في المملكة المتحدة. تقع المدينة بين غلوسترشير في الشمال وسومرسيت في الجنوب. أما ويلز الجنوبية فتقع على امتداد مصب نهر سيفيرن.
بُنيت قِلاع العصر الحديدي والفيلات الرومانية عند ملتقى نهري فروم وآفون، وقريبا من بداية القرن الحادي عشر، عُرفت المستوطنة باسم بريسغستو (أي المكان عند الجسر بالإنكليزية القديمة). حازت برستل امتيازًا ملكيًّا عام 1155 بعد أن كانت تاريخيًّا منقسمة بين غلوسترشير وسومرسيت حتى عام 1373، إذ أصبحت فيه مقاطعة قائمة بنفسها. من القرن الثالث عشر إلى القرن الثامن عشر، كانت برستل من المدن الثلاثة الأعلى بالواردات الضريبية، بعد لندن، لكن الصعود السريع لبرمنغهام ومانشستر وليفربول في الثورة الصناعية تجاوزها.
كانت برستل منطلَق رحلات كثيرة لاستكشاف العالم الجديد. فعلى سفينة خارجة من برستل خرج جون كابوت البندقي عام 1497 ليصبح أول أوروبي يحط رحاله في يابسة شمال أمريكا. وفي عام 1499، أصبح ويليام وستون، وهو تاجر برستلي، أول رجل إنكليزي يقود الاستكشاف في شمال أمريكا. مع صعود تجارة العبيد في برستل بين عام 1700 و 1807، نقلت أكثر من ألفي سفينة ما يقدّر بخمسمئة ألف عبد من إفريقيا إلى العبودية في الأمريكتين. انتقل ميناء برستل منذ ذلك الوقت من مرفأ برستل في مركز المدينة إلى مصب نهر سيفيرن في أفونماوث وحوض رويال بورتبري.
يقوم اقتصاد برستل الحديث على الوسائل الإبداعية والإلكترونيات والصناعات الفضائية، وقد أعيد تصميم أحواض مركز المدينة لتكون مراكز للتراث والحضارة. تتداول في برستل أكبر العملات المجتمعية المحلية في المملكة المتحدة، وهو الجنيه البرستلي، وهو مرتبط بالجنيه الإسترليني. في المدينة جامعتان، جامعة برستل وجامعة غرب إنكلترا، ومجموعة واسعة من المنظمات والمرافق الفنية والرياضية منها أكاديمية غرب إنكلترا الملكية، وأرنولفيني، وجزيرة سبايك، وبوابة أشتون واستاد ميموريال. تتصل برستل بلندن وسائر المدن الإنكليزية الكبرى بالطرق والسكك الحديدية، وببقية العالم بالبحر والجو: فأما الطرق، فطريقا إم 5 وإم 4 (اللذان يصلان مركز المدينة ببورتواي وطريق إم 32)، وأما السكك الحديدية، فمن خلال محطتي برستل تمبل ميدز وبرستل باركواي، بالإضافة إلى مطار برستل.
لقّبت برستل بأنها أفضل المدن في بريطانيا للعيش في 2014 و 2017، وفازت بجائزة غرين كابيتال الأوروبية عام 2015، وهي من أشيَع مقاصد السياح.

## تأثيل الاسم
من الأسماء المبكرة لمنطقة برستل اسم أبونا الكلتي البريطاني الروماني أبونا (المشتق من اسمه نهر أفون) والاسم الويلزي القديم كاير أودور (أي، «القلعة فوق الصدع»)، الذي قد يكون أصل الاسم الإنكليزي الحديث كليفتون.
أما الاسم الحال برستل، فهو مشتق من الشكل الإنكليزي القديم برسغستو، الذي يترجم عادة بمعنى المكان على الجسر. واقترح أيضًا أن معنى برستغستو: «المكان المسمى بريدج إلى جانب المكان المسمى ستو»، وهذا الأخير يشير إلى مكان اجتماع ديني قديم، في مكان الكلية الخضراء اليوم. ولكن، اقتُرحت اشتقاقات غير هذا أيضًا. يبدو أن الصيغة بريستو سادت حتى عام 1204، وأن اللام البرستلية (أي النزعة في اللهجة البرستلية المحلية إلى إضافة حرف إل إلى كثير من الكلمات المنتهية بمصوّت مخفَى) هي التي جعلت الاسم برستل. لم يزل هذا الشكل القديم من الاسم موجودًا بوصفه اسم عائلة، برستو، وهو مشتق من اسم المدينة.

## التاريخ
تدل الموجودات الآثارية، ومنها أدوات صوانية يعتقد أن عمرها بين 300 ألف عام و 126 ألف عام، مصنوعة بالطريقة الليفالوازية، على وجود النياندرتال في منطقتي شير هامبتون وسانت أنز في برستل في العصر الحجري القديم الأوسط (الباليوليثي الأوسط). تقع القلاع الهضابية العائدة للعصر الحديدي قرب المدينة في لي وودز وكليفتون داون إلى جانب وادي أفون جورج، وعلى هضبة كينغس وستون قرب هنبري. وكانت مستعمرة رومانية اسمها أبونا، تقع في ما يسمى اليوم سي ميلز (المتصلة بباث بطريق روماني)، ومستعمرة أخرى في إنز كورت. وتتبعثر في المنطقة قصور رومانية معزولة وقلاع ومستعمرات.

### العصور الوسطى
تأسست برستل عام 1000، وقريبًا من 1020، أصبحت مركز تجارة فيه دار لضرب نقود الفضة التي تحمل اسمها. بحلول عام 1067 أصبحت برسغستو مدينة مسوّرة عصيّة، وفي ذلك العام هزم أهل البلدة غارة من أيرلندا يقودها ثلاثة من أبناء هارولد غودونسون. تحت الحكم النورماني، امتلكت المدينة واحدة من أقوى قلاع جنوب إنكلترا. كانت برستل منفى ديارميت ماك موركادا، ملك لنستر الأيرلندي، بعد أن أُطيح بحكمه. لعب تجار برستل دورًا بارزًا في تمويل ريتشارد سترونغبو دو كلير والغزو النورماني لأيرلندا.
تطور الميناء في القرن الحادي عشر حول ملتقى نهري فروم وأفون، مجاورًا لجسر برستل قرب أسوار البلدة من الخارج. بحلول القرن الثاني عشر أصبحت برستل ميناء مهمًّا، يعالج كثيرًا من تجارة إنكلترا وأيرلندا، من العبيد وغيرهم. وكان في برستل أيضًا مجتمع يهودي مهم من أواخر القرن الثاني عشر إلى أواخر القرن الثالث عشر عندما أُخرج جميع اليهود من إنكلترا. في ستينيات القرن الثامن عشر، حل الجسر الحالي محل الجسر الحجري القديم المبني عام 1247. ضمّت المدينة ضواحي قريبة وأصبحت مقاطعة عام 1373، وهي أول بلدة في إنكلترا تنال هذا اللقب. في هذه الفترة، أصبحت برستل مركزًا لتصميم السفن وصناعتها. بحلول القرن الرابع عشر، كانت برستل ويورك ونورويتش أكبر ثلاث مدن قروسطية بعد لندن. مات ثُلث السكان أو نصفهم في الموت الأسود 1348–49، وهو ما حدّ من النمو السكاني، وبقي تعداد سكانها بين 10 آلاف نسمة و 12 ألف نسمة معظمَ القرنين الخامس عشر والسادس عشر.

### القرن الخامس عشر والسادس عشر
في القرن الخامس عشر كانت برستل ثاني أهم ميناء في البلد، يتاجر أيرلندا وأيسلندا[./برستل#cite_note-FOOTNOTECarus-Wilson1933155–182-37 [37]]وغاسكوني. وكانت منطلَق رحلات عديدة، منها رحلة روبرت سترمي (1457–58) التي كانت محاولة أخفقت في كسر احتكار الإيطاليين للتجارة مع الشرق الأوسط. أطلق التاجر البندقي جون كابوت بعد ذلك رحلات استكشافية جديدة، حطّت رحالها عام 1497 في شمال أمريكا. وكانت رحلة انطلقت عام 1499، وقادها التاجر ويليام وستون البرستلي، أول بعثة قادها إنكليزي إلى شمال أمريكا. في أول عقد من القرن السادس عشر، أجرى تجار برستل سلسلة من رحلات الاستكشاف إلى شمال أمريكا، وأسسوا منظمة تجارية سمّوها «شركة المغامرين إلى الأرض الموجودة الجديدة»، ليدعموا مساعيهم. ولكن، يبدو أنهم فقدوا اهتمامهم بأمريكا الشمالية بعد عام 1509، إذ استثمروا مبالغ كبيرة ولم يجنوا إلا ربحًا قليلا.
في القرن السادس عشر، ركز تجار برستل على تطوير التجارة مع إسبانيا ومستعمراتها الأمريكية. شمل هذا تهريب بضائع ممنوعة، منها الطعام والأسلحة، إلى أيبيريا أيام الحرب الإنكليزية الإسبانية (1585–1604). نمت تجارة برستل غير الشرعية نموا ضخمًا بعد 1558، وأصبحت أساسية في اقتصادها.

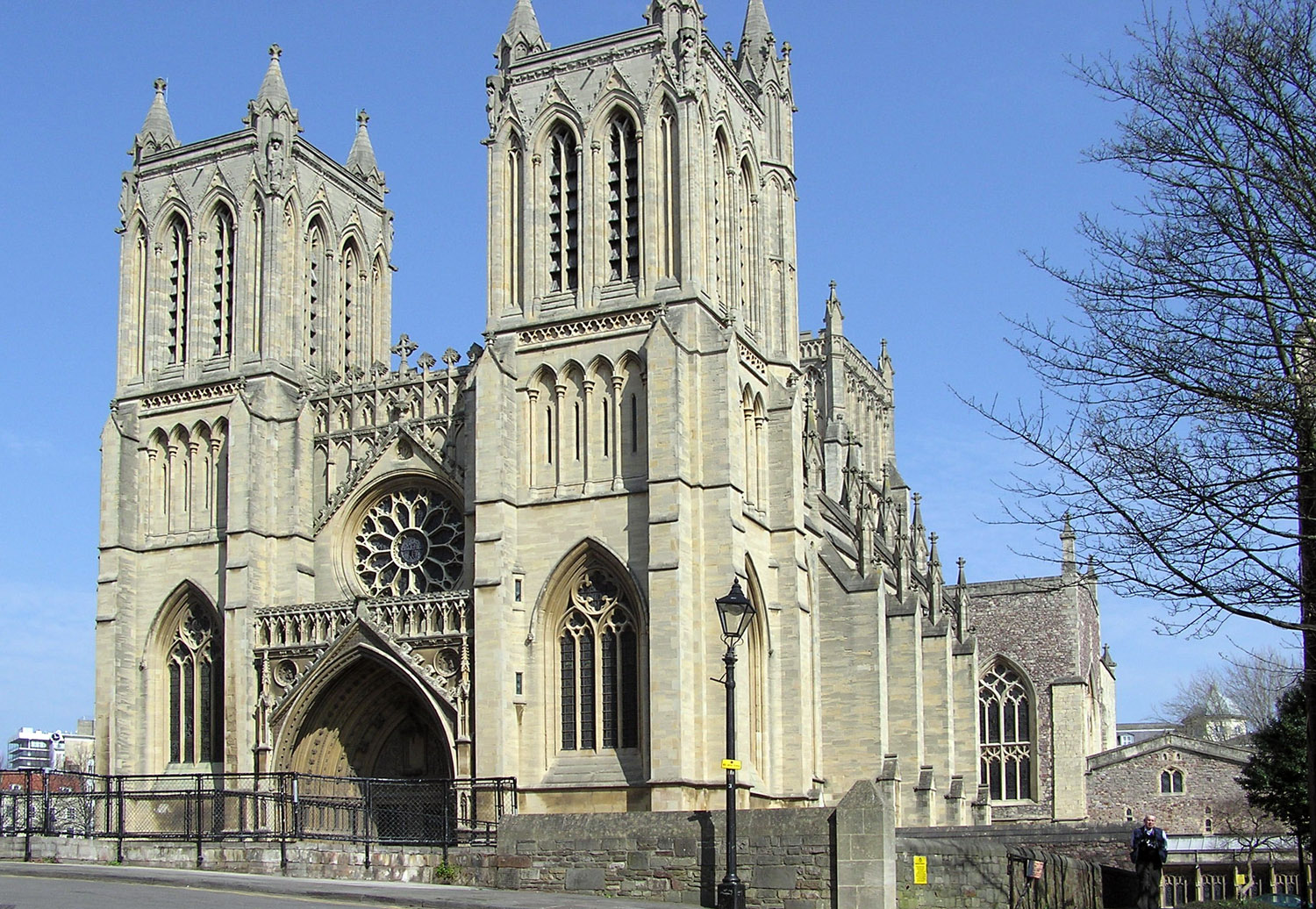
كاتدرائية برستول

تأسست أبرشية برستل الأصلية عام 1542، عندما تحول دير القديس أوغسطين (الذي أسسه روبرت فتزهاردنغ قبل 400 عام) إلى كاتدرائية برستل. وأصبحت برستل مدينة في ذلك العام أيضًا. في أيام الحرب الإنكليزية الأهلية في أربعينيات القرن السابع عشر، كان الملكيون يحتلون المدينة، وبنوا فيها قلعة ملكية في مكان المعقل البرلماني السابق.

### القرن السابع عشر والثامن عشر
بدأ صيادو برستل، الذين لم يزالوا يصيدون أسماك غراند بانكس منذ القرن السادس عشر، بدأوا يقطنون في المنطقة بأعداد كبيرة في القرن السابع عشر، مؤسسين مستعمرة في برستل هوب وكوبرز كوف. نمت تجارة المدينة مع صعود المستعمرات الإنكليزية في أمريكا في القرن السابع عشر. منحَ موقع برستل على الجانب الغربي من بريطانيا الكبرى السفنَ القدرة على الإبحار من العالم الجديد وإليه، واستفاد التجار من هذا الأمر ما استطاعوا. كانت برستل من أهم أسواق بيع العبيد إلى كارولاينا الجنوبية قبل عام 1750.
شهد القرن الثامن عشر توسعا في دور برستل في التجارة الأطلسية بالأفارقة المأخوذين إلى العبودية في الأمريكتين. أصبحت برستل وليفربول بعد ذلك مراكز للتجارة المثلثية. كانت تُشحَن البضائع المصنعة إلى غرب إفريقيا وتقايَض بالعبيد، وينقل هؤلاء الأسرى المستعبَدون عبر الأطلسي إلى الأمريكتين في الممر الأوسط في ظل ظروف وحشية. عادت منتَجات المزارع كالسكر والتبغ والرم والقطن وبعض العبيد (الذين بيعوا للأرستقراطيين خدمًا للبيوت) عبر الأطلسي إلى إنكلترا. عُمّد بعض عبيد المنازل أملًا في أن هذا سيحررهم. بيّنت قضية سومرسيت عام 1772 أن العبودية ممنوعة في إنكلترا. مع صعود تجارة العبيد في برستل بين عام 1700 و1807، نقلت أكثر من ألفي سفينة ما يقدّر بخمسمئة ألف عبد من إفريقيا إلى العبودية في الأمريكتين.
في عام 1739، أسس جون ويزلي أول كنيسة ميثودية، نيو روم، في برستل. بشّر وزلي، مع أخيه تشارلز وزلي وجورج وايتفيلد، لتجمعات كبيرة في برستل وقرية كينغسوود المجاورة، عادةً في الهواء الطلق.
نشر وزلي منشورًا عن العبودية، سمّاه أفكار عن العبودية، عام 1774، وبدأ مجتمع الأصدقاء يحارب العبودية في برستل عام 1783. لكن نبلاء المدينة أصروا على موقفهم ضد إلغاء العبودية. جاء توماس كلاركسون إلى برستل ليدرس تجارة العبيد واستطاع الوصول إلى سجلات مجتمع التجار المغامرين. وكان من معارفه صاحب خمارة سفن ستارز، الذي ضيّف البحارة الذين أراد كلاركسون أن يلتقيهم. ومن خلال هؤلاء البحارة استطاع أن يعرف كيف خدع تجارة العبيد البحارة واستعملوهم وأسكروهم لينفذوا تجاراتهم. ومن مصادر المعلومات أيضًا بعض جرّاحي السفن والبحارة الذين أرادوا التوبة. عندما بدأ ويليام ولبرفورس حملته البرلمانية لإلغاء العبودية في 12 مايو 1788، ذكر قصة تجارة العبيد الأيرلنديين في برستل، التي ادعى أنه استمرت إلى عهد هنري السابع. نشرت هانا مور، البرستلية الأصل، وصديقة ولبرفورس وكلاركسون، «العبودية، قصيدة»، عام 1788، مع بدء ولبرفورس لحملته البرلمانية. وصف خطاب ولبرفورس الكبير في 2 أبريل 1792 تجارة العبيد في برستل خصوصًا، وأدّى هذا الخطاب إلى اعتقال تاجر عبيد محلي اسمه كمبر، ومحاكمته ثم تبرئته.

### القرن التاسع عشر
ارتبط اسم المدينة بالمهندس الفيكتوري إزامبارد كينغدوم برونل، الذي صمم السكة الحديدية الغربية الكبرى بين برستل ومحطة بادنغتون في لندن، وباخرتين رائدتين مبنيتين في برستل لعبور المحيط (إس إس غريت بريتين وإس إس غريت وسترن)، وجسر كليفتون المعلق. حلت السكة الحديدة محل قناة كينيت وأفون، التي كان افتتاحها الكامل عام 1810 طريقًا رئيسيًّا لنقل البضائع بين برستل ولندن. ساهمت منافسة ليفربول (التي بدأت نحو عام 1760)، واضطرابات التجارة البحرية بسبب الحرب مع فرنسا (1793) وإلغاء تجارة العبيد (1807) في إخفاق برستل في مواكبة المراكز التصنيعية الحديثة في شمال إنكلترا وغرب ميدلاندز. أصبح وادي أفون جورج، الذي حمى الميناء في العصور الوسطى، عبئًا على المدينة. صمم ويليام جيسوب خطة لتطوير ميناء المدينة ببناء مرفأ عائم عام 1804–09، لكن الخطة كانت خطأ مكلفًا، يتطلب رسوم مرفأ عالية.
في القرن التاسع عشر، أدار سامويل بليمسول المعروف باسم «صديق البحار» حملة لجعل البحار آمَن، وصدمته السفن المحملة فوق طاقتها، فحارب من أجل تحديد خط حمل إجباري للسفن.
في عام 1867، كان حجم السفن في ازدياد ومنعت تعرجات نهر أفون عبور السفن التي طولها أكثر من 90 مترًا (300 قدمًا) إلى الميناء، وهو ما أدى إلى انخفاض التجارة. جعلَت مرافق الميناء تنتقل نزولًا إلى أفون ماوث وتأسست هنالك مجامع صناعية جديدة. انحدرت بعض الصناعات التقليدية كالنحاس، ولكن استيراد التبغ ومعالجته ازدهرت مع توسع شركة دبليو. دي. أند إتش. أو. ويلز.
تضاعف عدد سكان برستل في القرن التاسع عشر (الذي كان 66 ألف نسمة في 1801) خمسة أضعاف، بسبب نمو التجارة والصناعة، وهو ما أدى إلى إنشاء ضواحي جديدة مثل كليفتون وكوثام. تقدم هذه الضواحي أمثلة معمارية عن الطراز الجورجي والريجنسي، وفيها شُرَف جميلة كثيرة وقصور على الطرق، مبنية بالزوايا المناسبة فيها. في أوائل القرن التاسع عشر، ظهر الشكل الرومنسي القروسطي الغوثي، ومن أسباب ظهوره الانفعال ضد نظامية البالادية، ويظهر هذا الطراز في متحف مدينة برستل ومعرضها الفني، وفي أكاديمية غرب إنكلترا، وفي فيكتوريا رومز. اشتعلت أعمال الشغل في 1793 و1831، الأولى ضد تجديد رسوم عبور جسر برستل، والثانية ضد رفض مجلس اللوردات لمشروع قانون الإصلاح الثاني. وصل تعداد السكان عام 1841 إلى 140,158.
تمرت أبرشية برستل بتغييرات حدودية كثيرة عام 1897 عندما تغيرت إلى الحال التي استمرت عليها حتى القرن الواحد والعشرين.

### القرن العشرون
نما تعداد سكان برستل بثبات في القرن العشرين من 330 ألف نسمة في 1901 إلى 428,089 في 1971. وسعت رويال إدوارد دوك مراسي أفون ماوث في برستل في بدايات العقد الأول من القرن العشرين. وافتتح مرسى جديد على النهر في أفون ماوث في السبعينيات، اسمه مرسى رويال برتبري. بنى مصنعو الطائرات مصانع، مع نموّ السفر الجوي في النصف الأول من القرن. عقد معرض برستل الدولي الذي لم ينجح في أشتون ميدوز في منطقة بور أشتون عام 1914. بعد إغلاق المعرض قبل أوانه، استعمل المكان ثكنات عسكرية لفوج غلوسترشير في الحرب العالمية الأولى، حتى عام 1919.
تكبدت برستل ضررًا كبيرًا بسبب غارات لوفتواف في الحرب العالمية الثانية، إذ قُتل نحو 1,300 إنسان يعيش أو يعمل في المدينة، وتضررت نحو 100 ألف مبنى، 3,000 منها على الأقل لا يمكن إصلاحه. أصبحت منطقة السوق المركزية القديمة، قرب الجسر والقلعة، متنزهًا يحوي كنيستين مدمرتين وأنقاض القلعة. رُممت كنيسة قريبة أخرى كانت مدمرة، وهي كنيسة القديس نيكولاس، إذ تحولت إلى متحف ثم عادت كنيسة. تضم هذه الكنيسة اللوح الثلاثي لويليام هوغارث الذي أنجزه عام 1756 لمذبح القديسة ماري ريدكليف. وفي الكنيسة أيضًا تماثيل للملك إدوارد الأول (منقول من قوس النصر في محكمة أرنو) والملك إدوارد الثالث (مأخوذ من بوابة لوفوردز في المدينة عندما هُدمت نحو عام 1760)، وتماثيل من القرن الثالث عشر لروبرت إيرل الغلوستري الأول (باني قلعة برستل) وجفري دو مونتبراي (الذي بنى أسوار المدينة) من نيوغيت في برستل.
انطبعت إعادة إعمار مركز مدينة برستل بطابع ناطحات السحاب في الستينيات والسبعينيات، وطابع منتصف القرن الحداثي في العمارة وإنشاء الطرقات. بدءًا من ثمانينيات القرن العشرين أغلقت بعض الطرق الرئيسة، منها ميدان كوين الذي يعود إلى الفترة الجورجية وميدان بورتلاند، وجُددت منطقة سوق برودميد، وهدم واحد من أطول أبراج مركز المدينة التي كانت تعود إلى منتصف القرن. تغيرت البنية التحتية لطرقات برستل تغيرا كبيرا في ستينيات القرن العشرين وسبعينياته مع تطور الطرق السريعة إم4 وإم5، اللذان يلتقيان عند تقاطع ألموندسبري شمال المدينة، ويصلان برستل بلندن (إم4 شرقًا) وسوانسي (إم4 غربًا عبر مصب سيفيرن)، وإكسيتر (إم5 جنوبًا) وبرمنغهام (إم5 شمالًا). قصف الجيش الجمهوري الأيرلندي برستل مرتين، في 1974 وفي 1978.
سمح نقل مراسي أفونماوث ومرسى رويال برتبري سبعة أميال باتجاه النهر بعيدًا عن مركز المدينة بتطوير منطقة المرسى القديم (المرفأ العائم) مرة أخرى، وجرى هذا في القرن العشرين. ومع أن وجود المراسي كان معرضًا للخطر (لأن المنطقة كانت موقعًا صناعيًّا مهجورًا)، فإن مهرجان البحر الافتتاحي عام 1996 عُقد في المراسي وحولها وأكد على مكانة المنطقة بوصفها متنزهًا للمدينة.

### القرن الواحد والعشرون
منذ عام 2018، بدأت نقاشات حية عن لوحة توضيحية جديدة تحت تمثال تذكاري لأحد أهم محسني المدينة في القرنين السابع عشر والثامن عشر. أُريد لهذه اللوحة أن تحل محل لوحة سابقة لا إشارة فيها إلى ماضي إدوارد كولستون مع شركة رويال أفريكا وتجارة العبيد في برستل. في السابع من يونيو عام 2020، أسقط متظاهرون تمثال كولستون من أساسه ورموه في مرفأ برستل. استُعيد التمثال في 11 يونيو وأصبح معروضًا في متحف.

## الحكومة

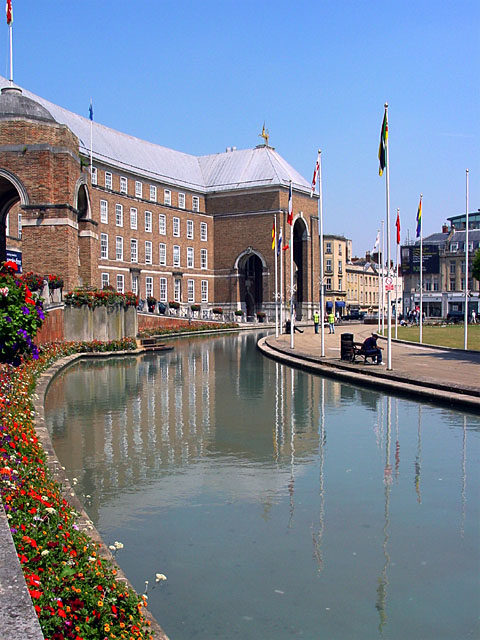
مجلس المدينة ، مقر الحكومة المحلية

يتألف مجلس مدينة برستل من 70 مستشارًا يمثلون 35 حيًّا لكل حي مستشار أو اثنان أو ثلاثة يمثلونه لمدة 4 سنوات. ينتخب المستشارون بالأثلاث، وتعقد الانتخابات كل ثلاثة أعوام من كل فترة أربع سنوات. لذا، لما كان ممثلا الحي لا يشتركان معا في الانتخاب الواحد، يشارك ثلثا الأحياء في كل انتخاب. ومع أنه المجلس يسود فيه حزب العمل منذ زمن، فإن الديمقراطيين الليبراليين اشتدّت قوتهم في المدينة واكتسبوا تحكّم الأقلية في المجلس بعد انتخابات المملكة المتحدة العامة عام 2005. في عام 2007، اتحد حزب العمال والمحافظون ليهزموا الإدارة الليبرالية الديمقراطية، وحكم حزب العمل بوصفه الإدارة الأقلية، وكانت رئيسة المجلس هيلين هولاند.
في فبراير 2009، استقالت مجموعة حزب العمل ودخل الليبراليون الديمقراطيون مرة أخرى المنصب بإدارة أقلية. في انتخابات المجلس في يونيو 2009، حاز الليبراليون الديمقراطيون أربعة مقاعد، وكانت أول مرة يكون لهم فيها سيطرة عامة على مجلس المدينة. في عام 2010، ازداد تمثيلهم إلى 38، وهو ما أعطاهم أغلبية بزيادة 6. في 2011، خسروا أغلبيتهم، وأدى ذلك إلى تعليق المجلس. في الانتخابات المحلية عام 2013، التي شارك فيها ثلث الأحياء، حاز حزب العمل 7 مقاعد وتضاعف عدد مقاعد الحزب الأخضر من 2 إلى 4. خسر الليبراليون الديمقراطيون 10 مقاعد.
استمرت هذه النزعة حتى الانتخابات التالية في مايو 2014، التي حاز فيها العمل مقاعد فصار مجموع مقاعده 31، وحاز الحزب الأخضر مقعدين آخرين، والحزب المحافظ مقعدًا واحدًا، واكتسب حزب الاستقلال أول مقعد له في تاريخ المجلس. خسر الليبراليون الديمقراطيون 7 مقاعد.
في 3 مايو 2012، جرى استفتاء في برستل عن تنصيب عمدة منتخب مباشرة بدلًا من عمدة ينتخبه المجلس. صوت 41,032 لصالح انتخاب العمدة مباشرة، و35,880 ضده، وكانت نسبة المشاركة 24%. جرى انتخاب للمنصب الجديد في 15 نوفمبر 2012، وأصبح على إثره المرشح المستقل جورج فرغسون عمدة برستل.
أما السيد العمدة، وهو منصب غير العمدة، فمنصب ينتخبه مجلس المدينة كل مايو. اختار المستشارون المستشار فاروق تشودهوري لهذا المنصب عام 2013. وأصبح فاروق أصغر من تسلّم هذا المنصب، إذ تسلمه بعمر 38، وأول مسلم يتسلمه.
تضمنت دوائر برستل الانتخابية في مجلس العموم أجزاءً من مناطق محلية تابعة لسلطة أخرى حتى انتخابات 2010 العامة، إذ انتظمت عندها الحدود حسب حدود المقاطعة. تنقسم المدينة إلى الجانب الغربي والشرقي والجنوبي والشمالي الغربي. في انتخابات 2017 العامة، فاز حزب العمل في الدوائر الانتخابية الأربع، واستعاد مقعد الشمالي الغربي، بعد 7 سنين من خسارته لصالح المحافظين.
للمدينة تاريخ في النشاط السياسي. أكد إدموند بورك، عضو البرلمان الممثل لدائرة برستل الذي شغل منصبه ست سنوات بدأت عام 1774، أنه كان عضوًا في البرلمان أولًا، ثم ممثلًا لمصالح منتخبيه. وُلدت مناصرة حقوق المرأة إميلين بيثيك لورنس (1867–1954) في برستل، واليساري توني بن الذي كان عضوًا في البرلمان ممثلًا للدائرة الجنوبية الشرقية في 1950–1960 ثم مرة أخرى في 1963–1983. في عام 1963، أدت مقاطعة الباصات في برستل، التي تلت رفض شركة برستل أومنيبس لتوظيف سائقين وقاطعي تذاكر سود، إلى تمرير قانون العلاقات العرقية عام 1965. احتجّ نهب سان بولز عام 1980 على العنصرية وسوء معاملة الشرطة وأظهر سخطًا كبيرًا على الظروف الاقتصادية الاجتماعية للسكان الإفريقيين الكاريبيين. أُقر الدعم المحلي للتجارة العادلة في 2005، وأصبحت برستل منطقة تجارة عادلة.
برستل مدينة ومقاطعة معًا، لأن الملك إدوارد الثالث منحها امتياز المقاطعة عام 1373. توسعت المقاطعة عام 1835 لتشمل ضواحي مثل كليفتون، وسميت مقاطعة بلدة في 1889 عندما ظهر هذا اللقب.

### مقاطعة أفون السابقة
في 1 أبريل 1974، أصبحت برستل حكومة محلية لمقاطعة أفون. في 1 أبريل عام 1996، أُلغيت مقاطعة أفون وأصبحت برستل سلطة موحدة.
تشير منطقة أفون السابقة، التي سماها مجلس الحكومة في الجنوب الشرقي (وهو مُلغى الآن) برستل الكبرى، تشير إلى المدينة بالإضافة إلى السلطات الثلاثة المجاورة: باث وشمال شرق سومرسيت، وشمال شومرسيت، وجنوب غلوسترشير.
سُمّي حدّ برستل الشمالي، وهو منطقة نامية بين حدود مدينة برستل وطرق إم4 وإم5 وإم32 (في جنوب غلوسترشير)، جزءًا من خطة عام 1987 حضّرها مجلس منطقة شمال أفون في مقاطعة أفون.

### سلطة غرب إنكلترا المشتركة
تأسست سلطة غرب إنكلترا المشتركة في 9 فبراير 2017. غطت السلطة برستل وبقية مقاطعة أفون القديمة باستثناء شمال سومرسيت، وتحملت مسؤولية التخطيط الإقليمي والطرقات والنقل الداخلي، وإلى درجة أقل، التعليم والاستثمار. انتُخب أول عمدة للسلطة، تيم بولز، في مايو 2017. كان من أول أفعال هذه السلطة الجديدة الإعلان عن محطة قطار جديدة ستبنى في بورتواي.

## الجغرافيا والبيئة

### الحدود

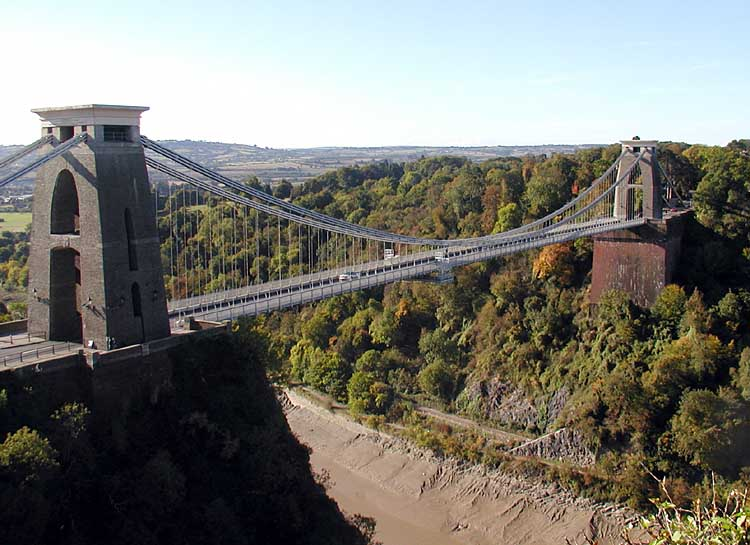
جسر برونيل كليفتون المعلق

يمكن تحديد حدود برستل بطرائق عديدة، منها المدينة نفسها، والمنطقة المتقدمة، وبرستل الكبرى.
حدود مجلس المدينة هي أضيق تعريف للمدينة نفسها. ولكنها مع ذلك تحوي قسمًا كبيرًا، قريبًا شكلُه من المثلّث، من غرب مصب سيفيرن، ينتهي إلى جزر ستيب هولم وفلات هولم ولا يحتويها. هذا التوسع البحري يعود إلى الحدود الأصلية لمقاطعة برستل التي وضعها الامتياز الملكي الذي منحه الملك إدوارد الثالث للمدينة عام 1373.
عرّف مكتب الإحصائيات الوطنية منطقة برستل الحضرية، التي شملت إلى جانب برستل مناطق متحضرة خارج حدود مجلس المدينة، منها كينغسوود ومانغوتسفيلد وستوك غيفورد ووينتربورن، وألموندزبري، وإيستون في غوردانو، وقرية ويتتشرش، وفيلتون، وباتشواي، وبرادلي ستوك، ولكنها لم تشمل المناطق غير المتحضرة في حدودها.

### الجغرافيا
تقع برستل في منطقة جيريّة تمتد من هضاب منديب في الجنوب إلى كوتسوولدز في الشمال الشرقي. يقطع نهرا أفون وفروم الحجر الجيري إلى الطين الذي تحته، ويعطيان المدينة منظرها الجبلي. يتدفق أفون من باث في الشرق، عبر سهول فيضية ومناطق كانت سبخات قبل نمو المدينة. يتدفق أفون إلى الغرب ويقطع في الحجر الجيري ليشكل وادي أفون جورج، الذي شكله ذوبان الجليد بعد العصر الجليدي الأخير.
استُغلّ هذا الوادي، الذي ساعد على حماية ميناء برستل، إذ أُخذ منه حجر لبناء المدينة، وحمى الأراضي المحيطة به من التحضّر، منها: ذا داونز ولي وودز. يشكل مصب أفون والوادي الحد الفاصل بين المقاطعة وشمال سومرسيت، ويتدفق النهر إلى مصب سيفيرن في أفون ماوث. يمر مضيق أصغر، قطعه رافد هازل بروك الذي يرفد نهر تريم، عبر قلعة بليز في شمال برستل.
يصف سكان برستل أحيانًا مدينتهم بأنها مبنية على سبع هضاب. من الهضاب المحلية: هضبة ريد ليون، وبارتون، ولورنس، وسانت ميكيلز، وبلوك بوي، وكونستيتيوشن، وستابل، وبراندون، وويندميل، ومالبورو، وناين تري، وتلبوت، وبروك، وغرانبي.
تقع برستل على بعد 171 كيلومترًا (106 أميال) إلى غرب لندن، و124 كيلومترًا (77 ميلًا) إلى جنوب غرب برمنغهام، و42 كيلومترًا (26 ميلًا) إلى شرق عاصمة ويلز كارديف. تقع المناطق المجاورة للمدينة في منطقة لا تعريف دقيق لها، تعرف باسم برستل الكبرى. تقع باث على بعد 18 كيلومترًا (11 ميلًا) إلى الجنوب الغربي لمركز المدينة، وويستون سوبر مار على بعد 29 كيلومترًا (18 ميلًا) إلى الجنوب الغربي، ومدينة نيوبورت في ويلز على بعد 31 كيلومترًا (19 ميلًا) إلى الشمال الغربي.

### المناخ
مناخ مدينة برستل محيطي، أشدّ اعتدالًا من معظم مناطق إنكلترا والمملكة المتحدة. تعدّ برستل -الواقعة في جنوب إنكلترا- من أدفأ مدن المملكة المتحدة، ويبلغ متوسط درجة حرارتها سنويًّا 10.5° مئوية (أو 50.9° فهرنهايت). وهي من أشدّ المدن تعرّضًا للشمس، إذ يبلغ عدد ساعات الإشراق فيها 1,541–1,885 سنويًّا. ومع أن المدينة محمية بهضاب منديب، فإنها مفتوحة من جهة مصب سيفيرن وقناة برستل. يزداد الهطل السنوي من الشمال إلى الجنوب، ويبلغ مجمله في شمال نهر أفون 600–900 مليمتر (24–35 إنشًا)، وفي جنوبه 900–1,200 مليمتر. يتوزع الهطل توزّعًا قريبًا من المتساوي عبر السنة، والخريف والشتاء أرطب الفصول. يؤثر المحيط الأطلسي في جو برستل، ويجعل متوسط درجة حرارتها أعلى من التجمد عبر السنة، ولكن تجمدات الشتاء كثيرة وهطل الثلج كثير من أول نوفمبر إلى آخر أبريل. أما الصيف فأدفأ وأجفّ، وتتراوح فيه أشعة الشمس والمطر والغيوم، وأما الربيع فالجو فيه غير مستقر.
أقرب محطات الرصد الجوي التي يُتاح لها بيانات المناخ على المدى الطويل هي محطة لونغ أشتون (على بعد 8 كيلومترات (5 أميال) إلى الجنوب الغربي من مركز المدينة) ومحطة طقس برستل، في مركز المدينة. انتهى جمع البيانات في هذين الموقعين في 2002 و2001 على الترتيب، أما اليوم فأقرب محطة من المدينة هي مطار فلتون. تراوحت درجات الحرارة في لونغ أشتون من 1959 إلى 2002 بين 33.5° مئوية (92.3° فهرنهايت) في يوليو  1976 إلى −14.4° مئوية (6.1° فهرنهايت) في يناير 1982. من درجات الحرارة المسجلة في فلتون منذ 2002 التي تجاوزت المسجلات في لونغ أشتون: 25.7° مئوية (78.3° فهرنهايت) في أبريل 2003، و34.5° مئوية (94.1° فهرنهايت) في يوليو 2006 و26.8° مئوية (80.2° فهرنهايت) في أكتوبر 2011. أما أدنى درجة حرارة سجلت في فلتون فهي −10.1° مئوية (13,8° فهرنهايت) في ديسمبر 2010. ومع أن المدن الكبيرة بعموم تتصف بأثر الجزيرة الحرارية الحضرية، إذ تكون أدفأ من المناطق الريفية المحيطة بها، فإن هذه الظاهرة ضئيلة في برستل.

### البيئة
صُنّفت برستل بأنها أشد مدن بريطانيا استدامةً (بناءً على أدائها البيئي وجودة الحياة فيها، والاحتراز من المستقبل وتعاملها مع التغير المناخي وإعادة التدوير والتنوع الحيوي)، إذ اعتلت مؤشر المدن المستدامة عام 2008 في المنتدى من أجل المستقبل. من المبادرات المحلية: سوسترانس (مؤسسو شبكة التدوير الوطني، التي تأسست باسم سايكل باغ عام 1977) وريسورسيفر، وهي شركة غير ربحية أسسها عام 1988 أصدقاء الأرض في أفون. في 2014 ذكرت مجلة السنديتايمز مدينة برستل بأنها أفضل مدينة للعيش في بريطانيا. حصلت المدينة على جائزة غرين كابيتال الأوروبية عام 2015، لتكون بذلك أول مدينة في المملكة المتحدة.
في عام 2019، أصبحت برستل أول مدينة تمنع سيارات الديزل تمامًا، وبدأ تطبيق القانون من عام 2021. تمنَع سيارات الديزل من المنطقة المركزية في المدينة بين 7 صباحًا و3 مساءً كل يوم.

### الحزام الأخضر
للمدينة حزام أخضر لا سيما حول نواحيها الجنوبية، ويشمل أيضًا مناطق صغيرة في أشتون كورت إستيت وفي مقبرة ومحرقة جنوب برستل، وفي هاي ريدج وويتشرش، ومنطقة أخرى محيطة بفرنشاي فارم. يمتد الحزام خارج حدود المدينة إلى المقاطعات والمناطق المجاورة على بعد أميال، ليحمي من التمدد الحضري إلى القرى والبلدات المحيطة.

## التركيبة السكانية
في 2014، قدّر مكتب الإحصائيات الوطني عدد السكان تحت سلطة برستل الموحدة بـ442,474 نسمة، وهو ما يجعلها الثالثة والأربعين من حيث عدد السكان بين المقاطعات المراسيمية في إنكلترا. وباستعمال بيانات إحصاء عام 2001، قدّر مكتب الإحصائيات الوطني عدد سكان المدينة بـ441,556 نسمة.
حسب إحصاء عام 2011، كان 84% من السكان بيضًا (77.9% من البيض البريطانيين، و0.9% من البيض الأيرلنديين و0.1% من الغجر أو المسافرين الأيرلنديين، و5.1% من غير ذلك) و3.6% مختلطي الأعراق (1.7% كاريبيون بيض وسود، و0.4% إفريقيون بيض وسود، و0.8% بيض وآسيويون، و0.7% من غير ذلك)، و5,5% آسيويون (1.6% باكستانيون، و1.5% هنود، و0.9% صينيون و0,5% بنغلادشيون، و1% غير ذلك)، و6% من السود (2.8% أفارقة، و1.6% كاريبيون و1.6% من غير ذلك)، و0.3% عرب، و0.6% من عروق أخرى. تمتاز برستل عن بقية مدن بريطانيا الكبيرة بأن نسبة السود فيها أكبر من نسبة الآسيويين. تنطبق هذه الإحصائيات على منطقة سلطة برستل الموحدة، وتستثني بعض المنطقة الحضرية (التي قدر سكانها بـ587,400 عام 2006) في جنوب غلوسترشير وباث وشمال شرق سومرسيت وشمال سومرسيت، مثل كينغسوود ومانغوتسفيلد وفلتون ووورملي. 56.2% من سكان برستل الموظفين الذين يبلغ عددهم 209,995 يسافرون كل يوم للعمل إما بسيارة أو فان أو دراجة كهربائية أو تكسي، و2.2% يسافرون بالسكة الحديدية، و9.8% بالباص، و19.6% مشيًا على الأقدام.

### عدم المساواة
وجد مجمع رنيميد عام 2017 أن برستل «هي السابعة من أصل 348 دائرة في إنكلترا وويلز في مؤشر عدم المساواة المتعدد». فمن ناحية التوظيف، وجد التقرير أن «الأقليات العرقية متدنية بالمقارنة مع البريطانيين البيض في البلد كله، ولكن هذا الفرق أكبر في برستل، لا سيما بالنسبة إلى مجموعات السود». يعاني السود في برستل 3 أعلى مستوى من عدم المساواة في التعليم في إنكلترا وويلز.

### تجمع برستل الحضري
قدر مجلس الإحصائيات الوطني عدد سكان منطقة برستل الحضرية المتجاورة بـ551,066 بناءً على بيانات إحصاء عام 2001. في عام 2006، قدر مجلس الإحصاء الوطني تعداد السكان في منطقة برستل الحضرية بـ587,400 وهو ما يجعلها سادس المدن من حيث الازدحام في إنكلترا وعاشر منطقة حضرية. وهي سابع أكثف مقاطعة إنكليزية بالسكان، إذ يسكن 3,599 نسمة في الكيلومتر المربع. حسب بيانات عام 2019، فإن المنطقة الحضرية هي الحادية عشر من حيث تعداد السكان في المملكة المتحدة، إذ يبلغ عدد سكانها 670,000.
في عام 2007 عرفت شبكة رصد التخطيط المكاني الأوروبية منطقة برستل الحضرية الفعالة بأنها تحتوي وستون-سوبر-مار، وباث، وكليفدون، وأن تعداد سكانها 1.04 مليون، وهو الثاني عشر في المملكة المتحدة.

## الاقتصاد

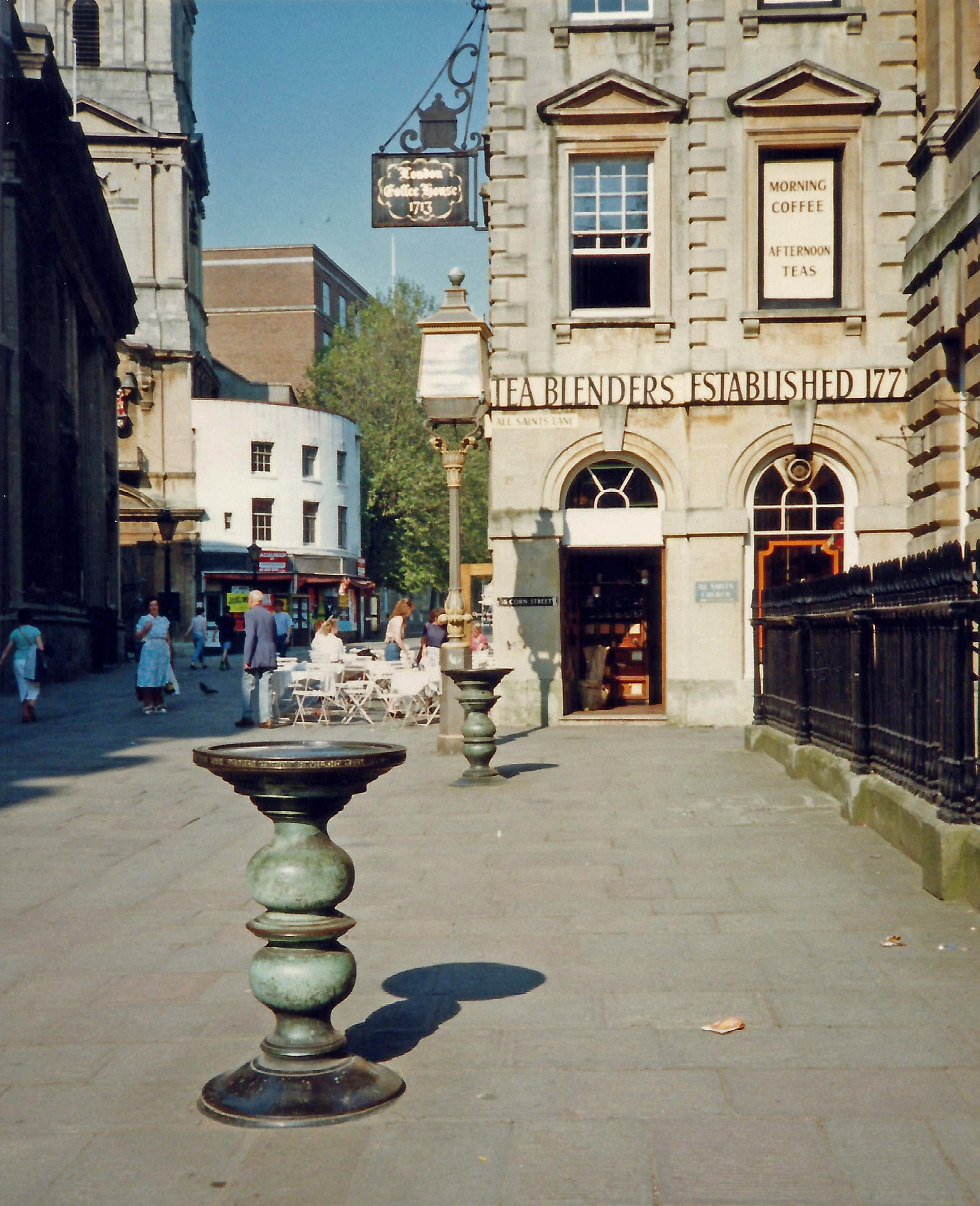
اثنان من الأربعة مسامير (طاولات برونزية تستخدم لمزاولة الأعمال) في شارع كورن ستريت

لبرستل تاريخ طويل من التجارة، بدأ بتصدير الأقمشة الصوفية، واستيراد السمك والخمر والحبوب ومنتجات الألبان، ومن المستورَدات اللاحقة: التبغ والفواكه المدارية ومنتجات المزارع. أما المستوردات الكبرى فهي محركات المراكب، والحبوب والخشب والمنتجات الغذائية والبترولية. منذ القرن الثالث عشر، عُدّلت الأنهار لتلائم المراسي، وفي أربعينيات القرن المذكور، تحول نهر فروم إلى قناة عميقة بشرية الصنع (تعرف باسم لسان القديس أوغسطين) تتدفق إلى نهر أفون.
وكانت السفن ترحل أحيانًا من برستل إلى آيسلندا منذ 1420، ويوجد بعض الظن بأن بحّارة من برستل (صيّادين هبطوا في الساحل الكندي ليملّحوا صيدهم أو يدخّنوه) هبطوا في الأمريكتين قبل كرستوفر كولومبوس أو جون كابوت. ومنذ بدايات العقد التاسع من القرن الخامس عشر، دعم مجتمع التجار المغامرين في برستل استكشاف شمال الأطلسي بحثًا عن فرص للتجارة. في عام 1552، منح إدوارد السادس الامتياز الملكي للمجتمع المذكور لإدارته الميناء. من المستكشفين الذين رحلوا من الميناء بعد كابوت: مارتن فروبشر، وتوماس جيمس، الذي سمي باسمه خليج جيمس على الشاطئ الجنوبي لخليج هدسون، ومارتن برينغ، الذي اكتشف رأس كاد والشاطئ الجنوبي لنيو إنغلاند عام 1603.
في عام 1670، كان للمدينة 6 آلاف طن من البضائع المحمولة عبر السفن، وكان نصف ذلك من التبغ، وبحلول أواخر القرن السابع عشر وأوائل القرن الثامن عشر، لعبت السفن دورًا مهمًّا في تجارة العبيد. في القرن الثامن عشر، أصبح ميناء برستل ثاني أشد مواني بريطانيا شغلًا، وجرت الأعمال في المنطقة التجارية حول السوق في شارع كورن، على طاولات برونزية كانت تعرف باسم النيل. ومع أن هذه الطاولات مذكورة في المثل الإنكليزي «نقدًا على النيل» (أي دفعًا مباشرًا)، فإن الظاهر أن العبارة كانت مستخدمة قبل هذا الأمر.
يعتمد اقتصاد المدينة أيضًا على الفضاء والدفاع ووسائل التواصل وتقنية المعلومات والخدمات المالية والصناعات السياحية. انتقل مقر تنفيذي المشتريات لوزارة الدفاع، الذي عرف لاحقًا باسم وكالة مشتريات الدفاع ومعدات الدفاع ودعمه، إلى مركزه في أبي وود، فلتون، في 1995. تدعم هذه المنظمة التي يعمل فيها بين 12 ألف و13 ألف موظف، معدات وزارة الدفاع. برستل من أشيَع مقاصد السياح في المملكة المتحدة، وقد ذكرها ناشر السفر دورلنغ كندرسلي في أدلتهم المسماة شهادة عيان للشباب، بأنها عاشر مدينة في العالم من حيث السفر العالمي.
برستل واحدة من أكبر ثماني مدن تشكل مجموعة المدن الرئيسية، وقد صنفتها شبكة بحث العولمة ومدن العالم في مستوى عاما للمدن العالمية، وهو ما يجعلها الرابعة بين المدن الإنكليزية. في 2017 بلغ الناتج الإجمالي المحلي لبرستل 88.448 مليار جنيه إسترليني. وبلغ الناتج الإجمالي المحلي للفرد الواحد 46 ألف جنيه إسترليني (65,106 دولار أو 57,794 يورو) وهو أعلى من المتوسط الوطني بنسبة 65%، وهو ما جعلها ثالث أعلى مدينة إنكليزية (بعد لندن ونوتنغهام) والسادسة في المملكة المتحدة (بعد لندن وإدنبرة وغلاسغو وبلفاست ونوتنغهام). حسب إحصاء عام 2011 فإن معدل البطالة في برستل (من الذين يطلبون بدل البحث عن عمل) 3%، بينما كان في جنوب غرب إنغلاند 2% وكان المعدل الوطني 4%.
ومع أن اقتصاد برستل لم يعد معتمدًا على الميناء، الذي انتقل إلى المراسي في أفون ماوث في سبعينيات القرن التاسع عشر وإلى مرسى رويال بورتبري في 1977 عندما ازداد حجم السفن، فإنها لم تزل أكبر مستورد للسيارات في المملكة المتحدة. منذ 1991، صار الميناء ملكًا عامًّا، وهو مؤجَّر، استُثمر فيه 330 مليون جنيه إسترليني وزادت حمولته من 4 ملايين طن إلى 12 مليون طن. توقف استيراد التبغ وصناعة السجائر، ولكن استيراد الخمر والروحيات لم يزل مستمرًّا.
يوظف قطاع الخدمات في المدينة 59,000 موظفًا، وتوظف شركات تصميم السيليكون والإلكترونيات الدقيقة 5,000. في عام 1983 فتحت شركة هولت باكارد مخبرها البحثي الوطني في برستل. في عام 2014، صُنّفت برستل السابعة في «أعلى 10 مقاصد في المملكة المتحدة» الصادرة من تريب أدفايزر.
في القرن العشرين، توسعت الأنشطة التصنيعية في برستل إلى صناعة الطائرات في فيلتون، على يد شركة برستل أيروبلين، وصناعة محركات الطائرات على يد شركة برستل أيرو إنجنز في باتشواي. عرفت شركة برستل أيروبلين بمشاركتها في الحرب العالمية الأولى بمقاتلة برستل وفي الحرب العالمية الأولى بطائرتي بلنهيم وبوفايتر. في خمسينيات القرن العشرين، أصبحوا مصنّعين للطيارات المدنية، وعُرفوا بتصنيعهم لطائرات فريتر وبريتانيا وبرابازون. توسعت الشركة لتنتج السيارات في الأربعينيات إلى صناع السيارات، وأنتجت سيارات برستل الفاخرة المعمولة باليد في مصنعهم في فلتون، وانفصلت شركة برستل كارز عام 1960. وأعطت المدينة اسمها أيضًا لباصات برستل، التي صنعت في المدينة من عام 1908 إلى 1983، على يد شركة برستل تراموايز حتى عام 1955 ثم على يد شركة برستل كومرشل فيهايكلز.
لعبت فلتون دورًا أساسيًّا في مشروع طائرة كونكورد الإنكليزية الفرنسية الأسرع من الصوت خلال ستينيات القرن العشرين. أجرى نموذج كونكورد البريطاني أول طيران له من فيلتون إلى مطار سلاح الجو الملكي فيرفورد في 9 أبريل 1969، بعد خمسة أسابيع من اختبار الطيران الفرنسي. في 2003 قررت بريتيش أيرويز وأير فرانس إيقاف طيران كونكورد، وإبراك الطائرات في أماكن حول العالم (معظمها متاحف). في 26 نوفمبر 2003، أجرت طائرة كونكورد 216 آخر طيران له، ثم عادت إلى مطار فيلتون في برستل لتكون القطعة الرئيسة في متحف طيران مقترَح خُطّط أن يشمل مجموعة برستل الجوية الموجودة (وتشمل برستل بريتانيا).
بقيت الصناعات الفضائية قطاعًا رئيسًا في الاقتصاد المحلي. من شركات الصناعات الفضائية في برستل: بي إيه إي سيستمز، وهي اتحاد بين ماركوني إلكترونيك سيستمز وبي إيه إي (وهذه الأخيرة اتحاج بين بي إي سي وهوكر سيديلي وسكوتش أفياشن). وفي فلتون أيضًا شركتا أيربس ورولزرويس، وهندسة الفضاء مجال بحث في جامعة غرب إنكلترا. ومن شركات الطيران في المدينة أيضًا كاميرون بالونز، التي تصنع مناطيد هواء ساخن، وفي كل أغسطس تستضيف المدينة مهرجان مناطيد برستل العالمي، وهو واحد من أكبر مهرجانات مناطيد الهواء الساخن في أوروبا.

في عام 2005 سمّت حكومة المملكة المتحدة برستل واحدة من مدن العلوم الستة في إنكلترا. افتتح عام 2008 مركز تسوق بقيمة 500 مليون جنيه إسترليني، اسمه كابوت سيركس، في ظل توقعات من المطورين والسياسيين أن تصبح المدينة واحدة من أهم عشرة مقاصد تجارة المفرق في إنكلترا. أعلن عام 2011 عن منطقة برستل تمبل كورتر التجارية، وبدأ النشاط فيها في العام التالي، وهي منطقة تركز على الصناعات الإبداعية عالية التقنية وقليلة الكربون، تقع حول محطة برستل تمبل ميدس. نظمت هذه المنطقة التي تمتد على 70 هكتارًا عمليات التخطيط وقللت معدلات الأعمال (ضريبة). تتجه المعدلات التي تدفع في المنطقة إلى خمس مناطق أخرى في الإقليم: أفون ماوث، وباث، وبرستل، ومتنزه باث للعلوم في إمرسونز غرين، وفلتون، ووستون سوبر ماري. برستل هي المدينة الكبرى الوحيدة التي معدل الثراء للفرد الواحد فيها أكبر منه لبريطانيا كلها. وبفضل القوة العاملة الماهرة من جامعات برستل، فإن في المدينة أكبر مجموعة من مصممي الشرائح الحاسوبية ومصنعيها خارج وادي السليكون. كما أن في منطقة برستل الأوسع أكبر شبكات الصناعات الفضائية في المملكة المتحدة، التي تتمركز في أيربس ورولز رويس وجي كي إن في مطار فلتون.

## الثقافة

### الفنون

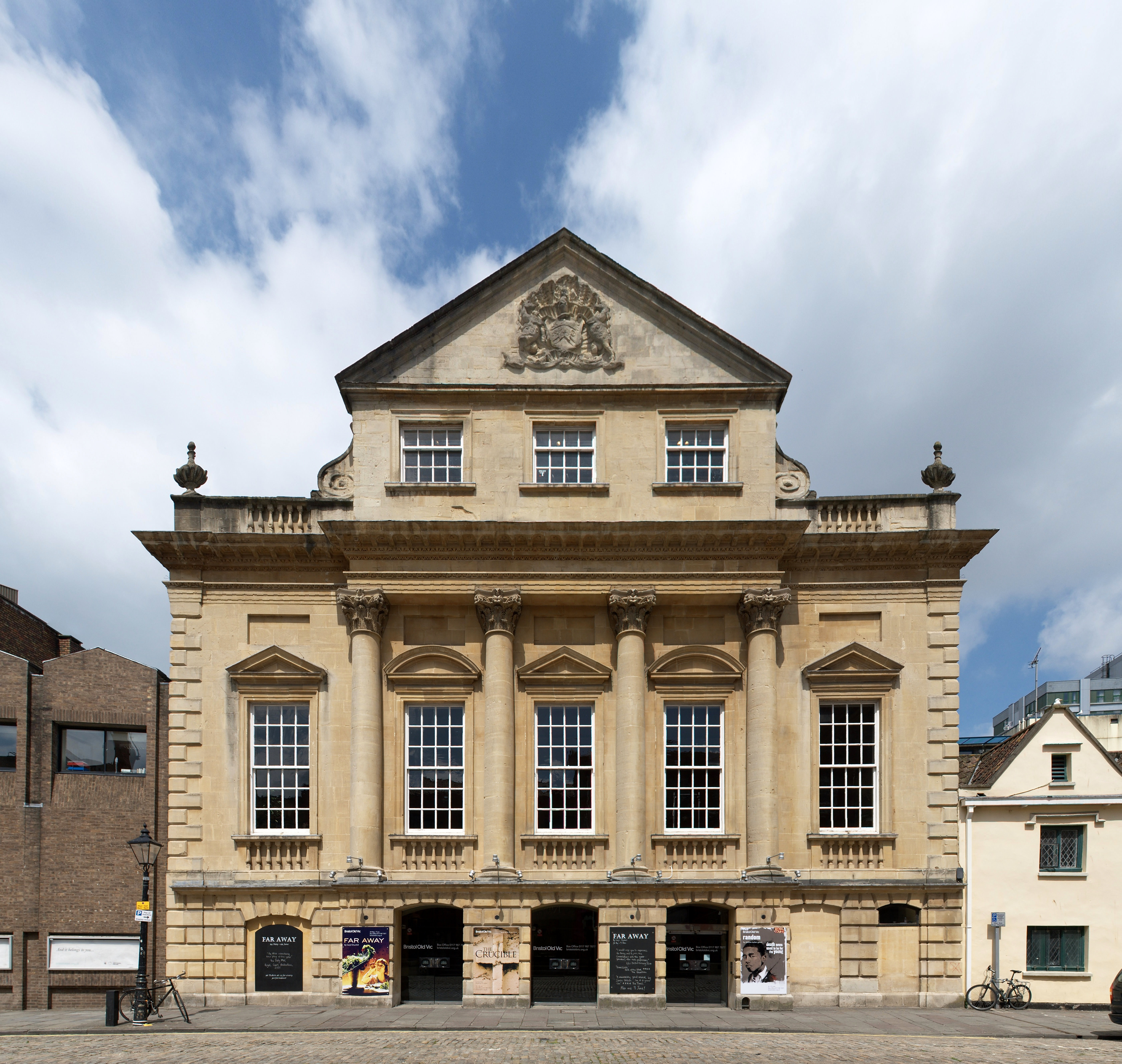
قاعة كوبرز ، مدخل مجمع مسرح بريستول أولد فيك الملكي

لبرستل مشهد فني مزدهر في التاريخ والحاضر. اتحدت بعض شركات الإنتاج الرقمي والفني الحديث بشركات إنتاج قديمة مستقرة في مبان قديمة حول المدينة. في عام 2008، بلغت المدينة نهائيات عاصمة الثقافة الأوروبية، ولكن ليفربول حازت اللقب. حازت المدينة لقب «مدينة الفلم» من اليونسكو عام 2017 وهي منذ ذلك الوقت عضو في شبكة المدن الإبداعية.
تأسست شركة برستل أولد فيك عام 1946 وكانت فرعًا من أولد فيك في لندن، وهي تشغل المسرح الملكي الذي تأسس عام 1766 (وفيه 607 مقاعد) في كينغ ستريت، ومسرحًا جديدًا فيه 150 مقعدًا وساحة وبارًا في كوبرز هول المجاورة (بنيت عام 1743). المسرح الملكي، وهو بناء من الدرجة الأولى، هو أقدم مسرح لم يزل يعمل في إنكلترا. أما مدرسة مسرح أولد فيك (التي تأسست في كينغ ستريت) فهي شركة مستقلة، ومسرح برستل هيبوندروم هو مسرح فيه 1,951 مقعدًا، وهو مجهز للمنتجات السياحية الوطنية. من المسارح الأخرى الأصغر: توبكو فاكتوري، كيو إي إتش، مسرح ريد غريف في جامعة كلفتون، وألما ترافرن. في المشهد المسرحي البرستلي شركات أخرى إلى جانب الشركة المذكورة، منها شو أوف سترنغث، وشيكسبير في توباكو فاكتوري وترافلنغ لايت. مسرح برستل هو شراكة بين مجلس المدينة ومجلس الفنون في إنكلترا وسكان محليين لتطوير الصناعة المسرحية في المدينة. تدعم عدة منظمات مسرح برستل، تقدم جمعية ريسيدنس (وهي جمعية يقودها فنانون) المكاتب والأماكن الاجتماعية وأماكن التدريب لشركات المسرح والتمثيل، ولشركة إكويتي فرع في المدينة.
في المدينة أماكن كثيرة للموسيقا الحية، أكبرها برستل بيكن، وفيه 2,000 مقعد، وكان اسمه كولستون هول، تيمنًا بإدوارد كولستون. ومنها أيضًا أكاديمية برستل، وذا فليس، وذا كروفت، وذا إكتشينج، وفيدلرز وفيكتوريا رومز ورف تريد وترينيتي سنتر وسانت جورج برستل وعدة بارات، تتنوع من الجاز في ذا أولد دوك إلى الروك في ذا فليس وفرق الإندي في لويزيانا. في 2010 وصفت جمعية بي آر إس للموسيقا برستل بأنها أكثر المدن في المملكة المتحدة موسيقية، بناء على عدد أعضائها المولودين في المدينة بالنسبة إلى تعداد سكان المدينة. منذ أواخر سبعينيات القرن العشرين، أصبحت المدينة موطنًا لفرق تجمع بين البانك والفانك والدوب والوعي السياسي. إن قائمة الفرق في برستل كبيرة، وتشمل مغني تريب هوب وفناني برستل ساوند منهم تريكي وبورتيشيد وماسيف أتاك. والمدينة معقل للطبل وغيتار البيس، وفيها فنانون منهم ريبرازنت الحائز على جائزة ميركوري من روني سايز ومور روكرز وتي سي. إن موسيقا تريب هوب والبيس خصوصًا، جزء مهم من المشهد الفني الحضري في برستل، الذي لقي اهتمامًا إعلاميًّا عالميًّا في تسعينيات القرن العشرين. مهرجان الداونز حدث سنوي تعزف فيه فرق محلية ومعروفة. منذ ابتداء هذا المهرجان عام 2016، أصبح حدثًا مهمًّا في المدينة.
يحوي متحف مدينة برستل ومعرضها مجموعة تحوي قطعًا من التاريخ الطبيعي والأركولوجيا والزجاج المحلي والسيراميك الصيني. افتتح عام 2011 متحف إم شِد مكان متحف برستل الصناعي السابق. تدير المتحفين المذكورين مؤسسة متاحف برستل ومعارضها وسجلاتها، التي تدير أيضًا ثلاثة بيوت تاريخية -ذا تودور ريد لودج، ذا جورجيان هاوس وبليز كاسل هاوس- وسجلات برستل. ومن الفنانين المولودين في المدينة: الرسام توماس لورنس في القرنين الثامن عشر والتاسع عشر، والمعماري فرانسيس غرينواي في القرن التاسع عشر (وهو الذي صمم كثيرًا من المباني الأولى في سيدني). يعتقد أن فنان الغرافيتي بانسكي من برستل أيضًا، وكثير من أعمالها معروض في المدينة.
يعرض معرض أرنولفيني ومركز ووترشد ميديا (كلاهما في أكواخ في المراسي) فنونًا وصورًا وأفلامًا معاصرة، ويقع أقدم معرض في المدينة في أكاديمية غرب إنكلترا الملكية في كلفتون. افتتح معرض أنلترز المتنقل عام 2010، وهو ينتقل بين أماكن فارغة في بارك ستريت، ووايتليديز رود وفي بيوريفاير هاوس في ناحية الميناء. تُصنَع في برستل أفلام ودعايات بتقنية التصوير المتعاقب (تنتجها شركة أردمان أنيميشنز). كان من زوار المدينة روبرت نيوتن وبوبي دريسكول وممثلون آخرون في فلم وولت ديزني جزيرة الكنز (حيث صورت بعض المشاهد على جانب الميناء)، وكذلك وولت ديزني نفسه. برستل موطن المقر الإقليمي لبي بي سي الغربية ووحدة بي بي سي التاريخية. ظهرت مواقع في برستل وحولها في برامج بي بي سي للتاريخ الطبيعي، منها أنيمال ماجيك (الذي صُوّر في فلم برستل زو).
برستل مسقط رأس الشاعرين ابني القرن الثامن عشر روبرت ساوثي وتوماس تشاترتون. تزوج ساوثي (المولود في واين ستريت عام 1774) وصديقه سامويل تايلور كولريدج، الأختين فريكر من المدينة. قضى ويليام ووردزوورث زمنًا في برستل، حيث نشر جوزف كوتل القصائد الغنائية عام 1798. ولد الممثل كاري غرانت في برستل ومن كوميديي المدينة جستن لي كولنز ولي إيفانز ورسل هوَرد والكاتب الكوميدي ستيفن ميرشنت.

كتب الكاتب جون بتجمان قصيدة سماها «برستل». مطلعها:
خضراءَ سطعت على أفون المفيضة سماء ما بعد العاصفة،
سريعًا تترك الأغصان المكافحة أوراق الخريف تطير،

وتسطع شمس فوق برستل نائية عالية.

### العمارة

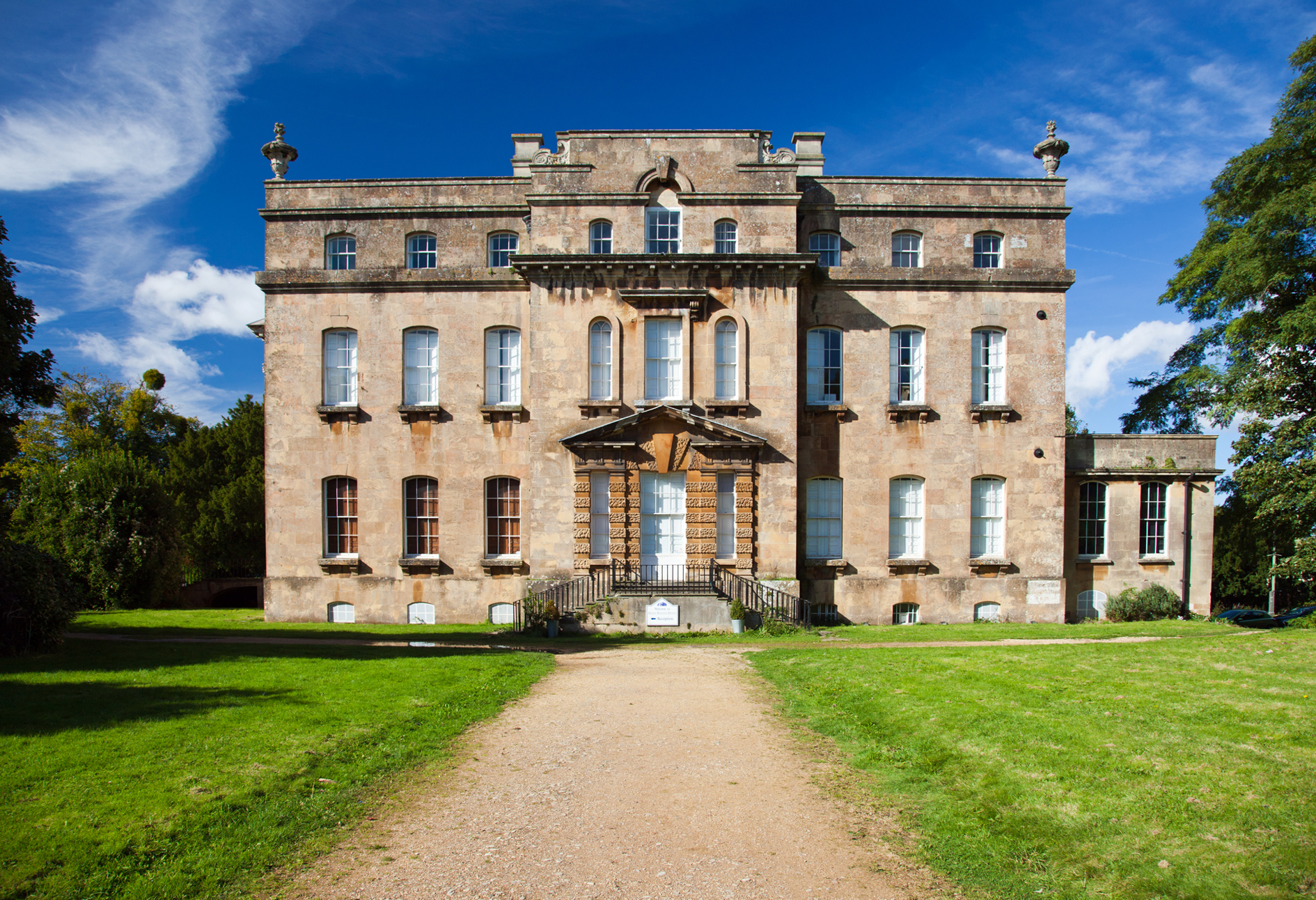
حديقة منزل جون فانبروغ كينجز ويستون، بريستول

في برستل 51 مبنًى مدرجًا في الطبقة الأولى و500 مبنًى في الطبقة الثانية ذات النجمة، و3,800 مبنًى في الطبقة الثانية، وتتنوع أشكالها المعمارية من القروسطية إلى الحديثة. في أواسط القرن التاسع عشر تطور أسلوب معماري خاص بالمدينة، اسمه البرستلي البيزنطي، ولم يزل في المدينة عدة شواهد عليه. وفي المدينة مبان من معظم الفترات المعمارية في المملكة المتحدة. ترجع عناصر من التحصينات والقلعة إلى فترة القرون الوسطى، وكنيسة سانت جيمس إلى القرن الثاني عشر.
أقدم مباني الطبقة الأولى في برستل مبان دينية. تأسس دير القديس جيمس عام 1129 ديرًا بندكتيًّا على يد روبرت الغلوستري، الابن غير الشرعي لهنري الأول. وثاني أقدم مبنى هو كاتدرائية برستل وبوابتها الكبيرة. تأسست الكنيسة عام 1140، وأصبحت كرسي الأسقف وكاتدرائية أسقفية برستل الجديدة عام 1542. معظم المباني الحجرية القروسطية، ولا سيما كنيسة السيدة الكبرى، مصنوعة من حجر الجير المأخوذ من محاجر حول دندري وفلتون، واستعمل حجر باث في مناطق أخرى. ومن الكنائس التي تعود إلى القرن الثاني عشر كنيسة القديسة ماري ريدكليف، وهي أطول مبنى في برستل. وصفت الملكة إليزابيث الأولى هذه الكنيسة بأنها «أجمل وأفضل وأشهر كنيسة أبرشية في إنكلترا».
من المباني العلمانية مبنى ريد لودج، بُني عام 1580 نزلًا لجون يونغ لمنزل أكبر كان قائمًا مكان ساحة كولستون. أضيف إلى هذا المبنى في العصر الجورجي ورُمّم في أوائل القرن العشرين. مشفى القديس بارثولوميو هو بيت يرجع للقرن الثاني عشر ضُمّ إلى مشفى ديرٍ أسسه عام 1240 السير جون لا وار، هو ثاني بارون للعائلة (1277–1347 تقريبًا)، وأصبح مدرسة اللغة في برستل من عام 1532 إلى 1767، ثم أصبح مشفى الملكة إليزابيث 1767–1847. تسبق الأرصفة المستديرة المشفى، وربما كانت في الأصل لبهو ممر، وهي أقدم تحفة عمارية في المدينة، صارت بعد ذلك لمشفى الكنيسة. أما البيوت التي ترجع للقرن السابع عشر التي كانت ملحقة بالمشفى فقد ضُمّت إلى شقق عمال نموذجية عام 1865 ثم صارت مكاتب عام 1978. بُنيت مآوي القديس نيكولاس عام 1652 لرعاية الفقراء. بُنيت في هذه الفترة بيوت عامة عديدة، منها لاندوغر ترو في كينغ ستريت وهاتشت إن.
من بيوت أصحاب المزارع أيضًا: ساحة غولدني، حيث مغارة غروتو المزينة التي تعود إلى عام 1739. وفي القائمة أيضًا مبان تجارية منها السوق ومكتب البريد القديم من أربعينيات القرن الثامن عشر. من المباني السكنية مربع بورتلاند الجورجي ومجمع من الأكواخ حول بستان في بليز هاملت، بُني نحو عام 1811 للموظفين المتقاعدين عند المصرفي وفاعل الخير الكويكري جون سكاندرت هارفورد، الذي كان يملك منزل قلعة بليز. صمم جون فانبرو مبنى كينغز وستون الواقع في شمال برستل في القرن الثامن عشر، وهو المبنى الوحيد الذي صممه في مدن المملكة المتحدة سوى لندن. امتزجت مآوي الفقراء والخمّارات التي ترجع إلى الفترة نفسها بتطويرات حديثة. صُممت مربعات جورجية كثيرة للطبقة الوسطى لازدياد الازدهار في القرن الثامن عشر. في الحرب العالمية الثانية، قُصف مركز المدينة قصفًا شديدًا في حادثة قصف برستل. تعرضت منطقة السوق المركزية قرب واين ستريت وكاسل ستريت خصوصًا لقصف شديد، ودُمّر البيت الهولندي ومشفى القديس بيتر. ولكن في عام 1961 وصف جون بتجمان برستل بأنها «أجمل وأهم وأميَز مدينة في إنكلترا».

## الرياضة

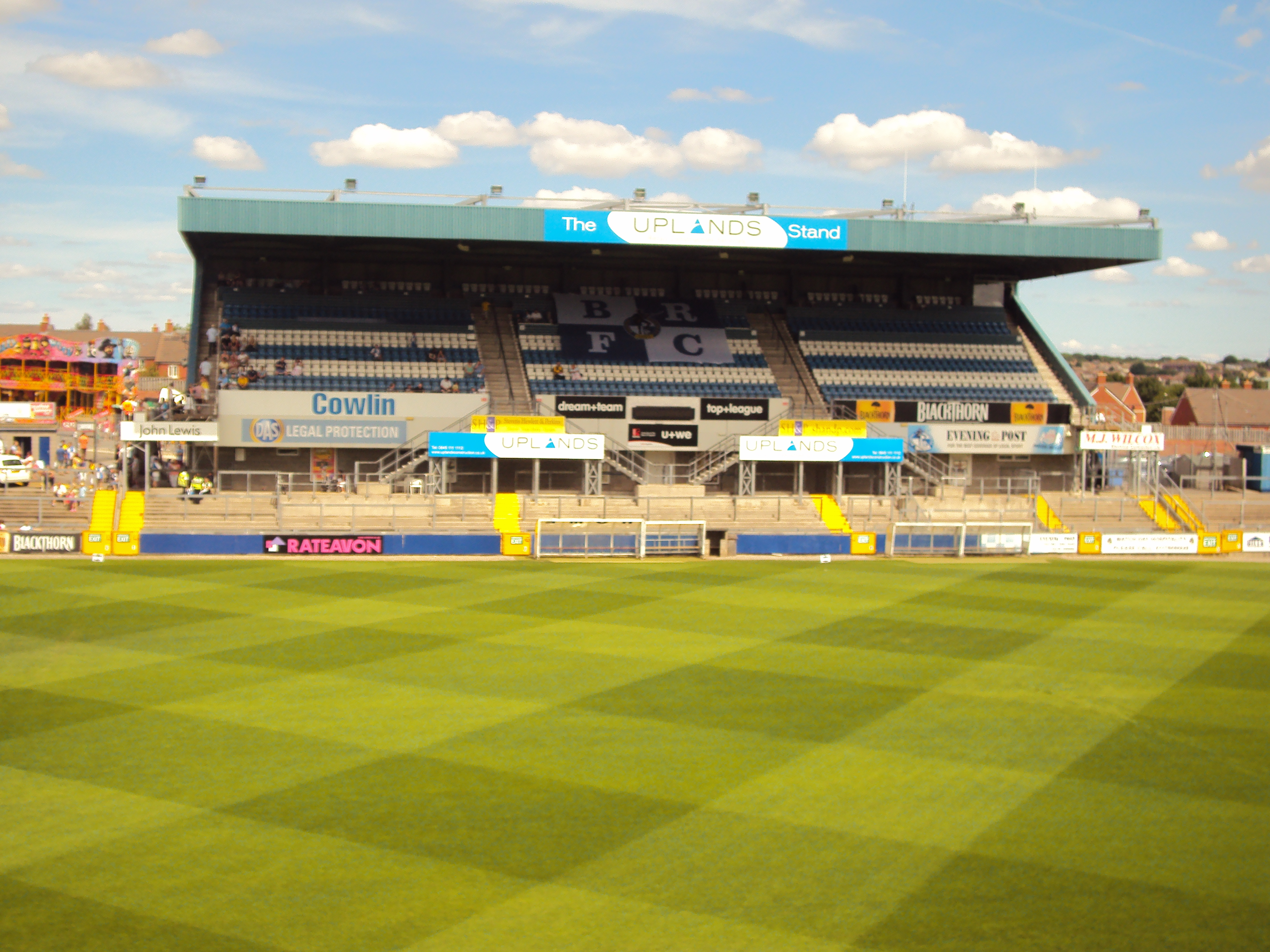
استاد ميموريال ، موطن بريستول روفرز

تمثل عدة فرق رياضية مدينة برستل في مختلف الرياضات الوطنية الكبرى. فريقا برستل سيتي وبرستل روفرز هما الناديان الأساسيان للمدينة في كرة القدم. وفي المدينة أيضًا برستل بيرز (اتحاد رغبي) ونادي غلوسترشير كاونتي للكريكيت.
ناديا المدينة في دوري كرة القدم هما برستل سيتي وبرستل روفرز، والأول منهما كان النادي الوحيد في المدينة الذي لعب في سابق دوري البريميير. ومن النوادي التي ليست في الدوري: برستل مانور فارم، وهنغروف أثلتيك، وبرسلنغتنون، ورومان غلاس سانت جورج، وبرستل تيليفونز. تأسس نادي برستل سيتي عام 1897، وكان في الدرجة الأولى لدوري كرة القدم عام 1907، وفي عام 1909 خسر في نهائي كأس الاتحاد الإنكليزي. وكان في الدرجة الأولى عام 1976، ثم هبط إلى المستوى الأدنى، ثم أُصلح بعد إفلاسه عام 1982. 28 أكتوبر 2000 يوم من أيام المدينة المهمة لأنه كان آخر مرة يرتفع فيه نادي برستل روفرز فوق نادي برستل سيتي في دوري كرة القدم. ارتفع برستل إلى الدرجة الثانية للدوري في عام 2007، وخسر أمام هال سيتي في مباراة الترفع للبريميير ليغ في ذلك الموسم. يقع مقر نادي برستل سيتي للنساء في تويرتون بارك.
تأسس نادي برستل روفرز، وهو أقدم ناد احترافي لكرة القدم في المدينة، عام 1883، وترفّع إلى دوري كرة القدم عام 2015. وحاز على لقب الدوري الإنكليزي للدرجة الثالثة (الجنوبية في موسم 1952–53 والدرجة الثالثة في موسم 1989–90)، وعلى كأس وواتني (1972) وكانوا الوصيف في كأس جونستون بينت (2006–07) ولكنهم لم يلعبوا في الدرجة الأولى في إنكلترا. ومع النادي رخصة تخطيط ملعب بسعة 21,700 مشجع في حرم جامعة غرب إنكلترا في فرنشاي. كان موعد بدء بناء الملعب في أواسط 2014 ولكن في مارس 2015 أصبح مبيع موقع ميموريال ستاديوم (اللازم لتمويل الملعب الجديد) في خطر.
برستل مانور فارم هو أفضل ناد خارج الدوري في حدود المدينة. يلعب هذا الفريق مبارياته في ذا كريك، سي ميلز في شمال برستل. تأسس عام 1960، وهو يلعب اليوم في دوري الجنوب الدرجة الأولى، وقد فاز ببطولة الدوري الغربي في موسم 2016-17. كما أنهم بلغوا ربع النهائي في كأس جمعية كرة القدم في 2015-16.
وفي المدينة أيضًا نادي برستل بيرز، الذي تأسس عام 1888 باسم نادي برستل لكرة القدم، وكان اتحادًا بين نادي كارلتون وريدلاند بارك الذي كان منافسًا له. رفض وستبري بارك الاتحاد، وانضم كثير من لاعبيه إلى النادي المسمى برستل رغبي حينها. لطالما نافس برستل رغبي في أعلى مستويات الرياضة منذ تأسيسه عام 1888. لعب النادي في ميموريال غراوند، الذي شاركه فيه برستل روفرز منذ 1996. ومع أن برستل رغبي كان مالكًا للملعب عند وصول نادي كرة القدم، فإن انخفاضًا في ثروة نادي الرغبي أدى إلى نقل ملكية الملعب إلى برستل روفرز. في عام 2014 انتقل برستل رغبي إلى ملعب جديد، هو ملعب أشتون غيت (وهو ملعب برستل سيتي نِدّ برستل روفرز) لموسم 2014–15. وتغير اسم النادي من برستل رغبي إلى برستل بيرز تزامنًا مع عودتهم إلى الدوري الممتاز للرغبي في 2018-19.
منذ عام 1901، يروج اتحاد برستل ونواديه الثلاثة والخمسون اتحاد الرغبي في المدينة ويساهم في دعم برستل بيرز. من أبرز نوادي برستل الأصغر: كلفتون رغبي، ودنغز كروسيدرز، وكليف. يمثل برستل في دوري الرغبي برستل سونكس.
يقع مقر نادي غلوسترشير كاونتي للكريكيت في برستل ويلعب الفريق معظم مبارياته في برستل كاونتي غراوند، وهو الملعب الدولي الرياضي الوحيد في جنوب غرب إنكلترا. أسست هذا النادي أسرة ويليام غلبرت غريس. ويقال إن هذا النادي أنجح نوادي برستل، فقد حقق فترة من النجاح بين 1999 و2006 إذ فاز 9 كؤوس وأصبح أشهر لبسة في إنكلترا، وقد ربح أيضًا «دبل دبل» في 1999 و2000 (كأس بنسون وهدجز وكأس سي أند جي) ودوري الأحد عام 2000. فاز غلوسترشير سي سي سي أيضًا ببطولة لندن الملكية ذات اليوم الواحد عام 2015.
نافس نادي برستل فلايرز لكرة السلة في دوري كرة السلة البريطاني، وهو دوري المملكة المتحدة الاحترافي الأول لكرة السلة، منذ عام 2014. يلعب فريق برستل أزتكس في بطولة كرة القدم الأمريكية الرئيسة في بريطانية، وهي دوري بافا الوطني. في عام 2009 عادت رياضة هوكي الجليد إلى برستل بعد غياب دام 17 عامًا، بفريق برستل بتبلز الذي يلعب في برستل آيس رينك، الذي بعد إغلاقه شارك النادي ملعبًا مع أوكسفورد سيتي ستارز. تمول برستل نصف ماراثون سنويًّا وقد استضافت بطولة العالم لنصف الماراثون عام 2001. من النوادي الرياضية في برستل: برستل والغرب إيه سي، وبيتون رود رنرز، ووستبري هاريرز. كانت برستل محطة بداية ونهاية في سباق دراجات رحلة بريطانيا واستعملت بعض مرافق المدينة مخيمات تدريب لأولمبيات لندن 2012. يعقد مهرجان برستل الدولي للمناطيد، وهو حدث مهم لمناطيد الهواء الساخن، كل صيف في أشتون كورت.

## اللهجة
يتحدث الذين طالت إقامتهم في برستل اللهجة البرستلية (وهي لهجة غربية ريفية من الإنكليزية). يتحدث البرستليون الأصليون لهجة رائية، ينطقون فيها صوت الراء بعد الحرف الصوتي في مثل كار (car) وكارد (card). والخصيصة الفريدة في هذه اللهجة هي اللام البرستلية أو المتطرفة، وهي إضافة لام إلى الكلمات المنتهية بحرف a أو o. وهذا الحرف المضاف مختلفٌ فيه أهو لام عريضة أم وأو (w)، فكلمة إيريا (area) تلفظ «إيريال» ("areal") أو «إيرياو» ("areaw"). وإن اسم برستل نفسه مثال على اللام البرستلية. يلفظ البرستليون حرف الإيه a والأو o المتطرفين كأنهما «أو»، في مثل «سينيماو» (cinemaw). في نظر غير المحليين، يدل هذا اللفظ على حرف إل بعد الحرف الصوتي.
كانت اللهجة البرستلية متميزة بإخفاء ضمير المفرد المخاطب، كما في القصيدة الهزلية: "Cassn't see what bist looking at? Cassn't see as well as couldst, casst? And if couldst, 'ouldn't, 'ouldst?" تعود هنا كلمة bist السكسونية الغربية على الفن الإنكليزي، وكان الأطفال يخوَّفون بعبارة "Thee and thou, the Welshman's cow". في البرستلية، كما في الفرنسية والألمانية، لا يستعمل الضمير المفرد المخاطب عند الكلام إلى من هو أعلى من المتكلم (إلا عند جمعية الأصدقاء الذين يقولون بالمساواة). يستعمل ضمير thee في مكان الفاعل ("What bist thee doing?") وضمير I أو he في مكان المفعول ("Give he to I."). وصف اللغوي ستانلي إليز، الذي وجد أن كثيرا من الكلمات اللهجية في منطقة فلتون مرتبطة بالعمل في الفضاء، وصف اللهجة البرستلية بأنها «لهجة غريبة مجنونة عديدة الأصول ومذاقها في الفم أحدّ وأغضّ مذاق سمعته منذ وقت طويل».

## الدين
حسب إحصاء 2011 وصف 46.8% من سكان برستل أنفسهم بأنهم مسيحيون، و37.4% بأنهم غير متدينين، بالمقارنة مع المتوسطات في إنكلترا 59.4% و24.7% على الترتيب. يتدين بالإسلام 5.1% من السكان، وبالبوذية 0.6%، وبالهندوسية 0.6% وبالسيخية 0.5% وباليهودية 0.2% وبأديان أخرى 0.7%، و8.1% لم ينتسبوا إلى أي دين.
في برستل عدة كنائس مسيحية، أبرزها كاتدرائية برستل الأنغليكانية وكنيسة القديسة ماري ريدكليف وكاتدرائية كلفتون الكاثوليكية الرومية. ومن الكنائس التي لا تتبع أي طائفة كنيسة بكنغهام المعمدانية وكنيسة جون ويزلي المسماة نيو روم في برودميد. بعد قصف كنيسة القديس جيمس المشيخية في 24 نوفمبر عام 1940 لم تعد كنيسة، ومع أن برج الجرس فيها لم يزل قائمًا فإن صحن الكنيسة صار مكاتب. في المدينة أحد عشر مسجدًا، وعدة مراكز تأمل بوذية، ومعبد هندوسية، ومعبدان يهوديان أرثوذكسي وإصلاحي، وأربعة معابد سيخية.

## البارات والحياة الليلية
حازت برستل منزلة العلم الأرجواني في كثير من نواحيها، وهو ما يظهر أنها توافق أو تزيد على معايير الجودة في إدارة اقتصاد الأندية الليلية.
وضعت مجلة دي جي ماغ نادي موشن في المنزلة 19 في قائمتها لأفضل 100 نادي في العالم.  فكان أعلى بخمس منازل منه في 2015. يستضيف موشن بعضًا من أهم منتجي الدي جي الرائدين. موشن هو مجمع يتألف من عدة غرَف ومساحة خارجية وشرفة تطل على نهر أفون. في 2011 تحول موشن من منتزه تزلج إلى مكان ترفيهي ولم يزل هكذا. إن:موشن هي سلسلة سنوية تجري كل خريف وتقدم 12 أسبوعًا من الموسيقا والرقص. لا يحد النادي الواقع في شارع أفون ستريت خلف محطة تمبل ميدز نفسه بنوع واحد من الموسيقا. يمكن أن يستمع الحضور إلى الديسكو أو الهاوس أو التكنو أو الغريم أو الطبول أو البيس أو الهيب هوب، حسب الليلة التي يحضرونها. ومن النوادي البارزة في المدينة لاكوتا وثكلا.
يقع بار أتيك في ستوكس كروفت.  وفيه نظام صوتي ومنصة تستعملها كل نهاية أسبوع فرقة من نوع موسيقي مختلف، وقد صنفته الغارديان هو وخمارة فول مون المرتبطة به، واحدًا من أفضل عشرة أندية في المملكة المتحدة. أما بار ذا أبل لأنبذة التفاح فيقع في جانب الميناء في برستل، وقد افتتح عام 2004 في سفينة هولندية قديمة، ليقدّم 40 نوعًا من أنبذة الفواكه.  في عام 2014 صنفت جوائز خمارات بريطانيا الكبرى ذا أبل بأنه أفضل بار لأنبذة الفواكه في المملكة المتحدة. وفي برستل أيضًا متجر الفطائر بايمنستر الذي بدأ في منطقة ستوكس كروفت في المدينة.

## وسائل الإعلام
برستل موطن المقر الإقليمي لبي بي سي الغربية ووحدة بي بي سي للتاريخ الطبيعي في بيت الإذاعة، وتبث هذه الوحدة محتويات على التلفزيون والراديو والإنترنت عن التاريخ الطبيعي أو الحياة البرية. ومن هذا المحتوى أفلام وثائقية عن الطبيعة، منها الكوكب الأزرق («ذا بلو بلانيت») وكوكب الأرض («بلانيت إيرث») وللمدينة ارتباط طويل بأفلام ديفيد أتنبورو الوثائقية، منها الحياة على الأرض («لايف أون إيرث»).
في برستل صحيفتان يوميتان، هما ذا وسترن ديلي برس وبرستل بوست (كلاهما مملوك لريتش بي إل سي) ونسخة برستلية من صحيفة مترو (تملكها دي إم جي تي).
أردمان أنيميشنز هو استديو للرسوم المتحركة فاز بجائزة أوسكار، وقد تأسس في برستل ولم يزل فيها. أنشئ في هذا الاستديو شخصيات مشهورة منها والاس وغروميت ومورف. ومن أفلامه: تشكن رن (2000)، إيرلي مان (2018) وأفلام قصيرة منها كريتشر كومفورتس وآدم، ومسلسلات منها شون ذا شيب وأنغري كيد.
في المدينة محطات راديو عديدة، منها محطة بي بي سي راديو برستل. من شركات الإنتاج التلفزيوني في برستل: بوينتس وست التابع لبي بي سي وست، وإنديمول للإنتاج التلفزيونيالتي أنتجت ديل أور نو ديل، وذا كرستل ميز وآي تي في نيوز ويست كنتري. انتقل مسلسل كوزلتي الدرامي من برستل إلى كارديف عام 2012. في أكتوبر 2018، أعلنت القناة الرابعة أن برستل ستكون موطنًا لواحد من مراكزها الإبداعية، وهو جزء من اتجاههم لإنتاج محتوًى أكثر خارج لندن.
من دور النشر في المدينة: جوزف كوتل التي تعود إلى القرن الثامن عشر، والتي ساعدت على إدخال الرومنسية بنشر أعمال ويليام ووردزورث وسامويل تايلون كولريدج. في القرن التاسع عشر، نشرت جي. دبليو. أروسميث الكوميديا الفيكتوري ثلاثة رجال في قارب (التي ألفها جيروم كلابكا جيروم) ويوميات لا أحد (ألفها جورج وويدن غروسمث). نشرت ريدكليف بريس المعاصرة أكثر من 200 كتاب لتغطية كل جوانب المدينة. وبرستل موطن ذا يوغسكاست، وهم مطورو فيديو ومصممون ينشرون أعمالهم على يوتيوب، إذ نقل المؤسسان سيمون لين ولويس برندلي عملياتهما من ريدنغ إلى برستل عام 2012.

## التعليم

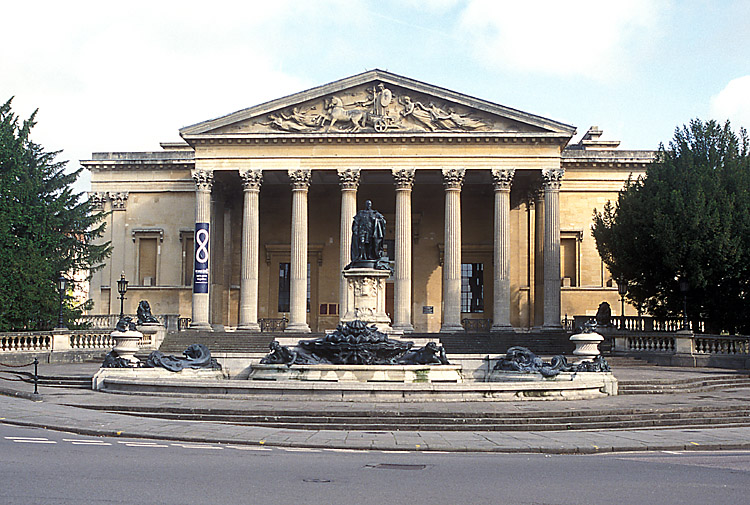
غرف فيكتوريا ، المملوكة لجامعة بريستول

في برستل مؤسستان كبريان للتعليم العالي: جامعة برستل، المبنية من الطوب الأحمر عام 1909، وجامعة غرب إنكلترا، وكان اسمها عند افتتاحها عام 1969 برستل بوليتكنك، ثم أصبحت جامعة عام 1992. لجامعة لو أيضًا حرم في المدينة. وفي برستل أيضًا مؤسستان تعليميتان أخريان (كلية مدينة برستل وكلية جنوب غلوسترشير وستراود)، وكليتان تقنيتان: كلية ترينيتي وكلية برستل المعمدانية. وفي المدينة 129 مدرسة للأطفال و17 مدرسة إعدادية، و3 مراكز تعلّم. برستل هي الثانية في إنكلترا من حيث عدد المدارس المستقلة، بعد جزء من شمال لندن. من المدارس المستقلة في المدينة: كلية كليفتون، مدرسة كلفتون الثانوية، مدرسة بادمنتون، مدرسة برستل للقواعد، مشفى الملكة إليزابيث (مدرسة البنين الوحيدة) ومدرسة ريد ميدز (أسسها جون ويتسون عام 1634، وتزعم أنها أقدم مدرسة للبنات في إنكلترا).
في عام 2005 وصف المستشار غوردن براون برستل بأنها واحدة من ستة مدن للعلوم في إنكلترا، وخُطّط لبناء منتزه علمي بقيمة 300 مليون جنيه إسترليني في إمرسونز غرين. يجري البحث العلمي في جامعتين، هما دار برستل الملكية ومشفى ساوثميد، أما التواصل العلمي فيجري في وي ذا كيريس وبرستل زو، ومهرجان برستل للطبيعة ومركز كرييت.
أنشأت المدينة عددًا من العلماء، منهم الكيميائي ابن القرن التاسع عشر همفري ديفي (الذي عمل في هتولز). ومنهم الفيزيائي بول ديراك (من بيشوبستون) الذي نال جائزة نوبل عام 1933 لإسهاماته في ميكانيكا الكم. كان سيسيل فرانك بول بروفسور الفيزياء في جامعة برستل عندما نال جائزة نوبل عام 1950 لطريقته الفوتوغرافية في دراسة التفاعلات النويية، واكتشافات أخرى له. كان كولن بلنجر عالم الكواكب وراء مشروع بيغل 2، وأسس عالم النفس العصبي ريتشارد غريغوري مركز إكسبلوراتوري (وهو مركز علمي نشأ منه أت برستل ووي ذا كيريس).
تشجع بعض المبادرات مثل تحدي فلاينغ ستارت، الاهتمام بالعلوم والهندسة بين طلاب المدارس الإعدادية، والارتباط بشركات الفضاء يعرّف الطلاب معلومات تقنية ويزيد فهمهم للتصميم. يسعى مشروع ذا بلودهاوند إس إس سي إلى كسر أعلى سرعة على الأرض وهو مؤسس على أساس تقنية مركز بلودهاوند في جانب الميناء في المدينة.

## النقل

### السكك الحديدية
في برستل محطتا سكك حديدية أساسيتان. محطة برستل تمبل ميدز (قرب مركز المدينة)، وتقدم خدمات السكة الحديدية الغربية الكبرة، ومنها قطارات سريعة إلى لندن بادنغتن وقطارات محلية وإقليمية ودولية. محطة برستل باركواي، شمال مركز المدينة، وتقدم خدمة القطارات السريعة للسكة الغربية الكبرى إلى سوانسي وكارديف سنترال ولندن بادنغتون وإلى برمنغهام وشرق إنكلترا الشمالية. وتقدم السكة الغربية الجنوبية نقلًا محدودًا إلى لندن ووترلو عبر كلافام جنكشن، من تمبل ميدز، وللمدينة أيضًا طرق إلى معظم المدن الكبرى في المملكة المتحدة.
أما سكة الحديد الأساسية الباقية في الضواحي فهي خط سيفيرن بيتش إلى أفونماوث وسيفيرن بيتش. ومع أن خدمة المسافرين في سكة بورتس هيد وقعت ضحية اقتطاعات بيتشنغ، فإن خدمة نقل البضائع إلى مرسى رويال برتبري استُعيدت من عام 2000 إلى 2002 بمنحة من هيئة السكك الحديدية لنقل البضائع. يقترح نموذج مترو وست، الذي كان يسمى من قبل مترو برستل الأكبر، أن يزيد إمكانية السكة الحديدية في المدينة ويرمم 3 أميال (5 كم) على الخط إلى بورتس هيد (وهي بلدة سكنية لا يتصل بها إلا طريق واحد). موعد افتتاح هذا المشروع عام 2023. وسيفتتح خط سكك حديدية آخر من برستل تمبل ميدز إلى هنبري، على خط نقل موجود، عام 2021.

### الطرق
يصل طريق إم4 السريع المدينة على المحور الشرقي الغربي من لندن إلى غرب ويلز، وطريق إم5 على المحور الشمالي الجنوبي من برمنغهام إلى إكستر. طريق إم49 هو طريق مختصر بين إم5 في الجنوب وتقاطع إم 4 سيفيرن في الغرب، وطريق إم32 هو فرع من طريق إم4 إلى مركز المدينة. يصل طريق بورتواي طريق إم5 بمركز المدينة، وقد كان هذا الطريق أغلى طريق في بريطانيا عند افتتاحه عام 1926.
في عام 2019، كانت برستل تخطط لمنطقة هوائية نظيفة لتقليل التلوث، وهو ما قد يقتضي تغريم أكثر المركبات تلويثًا لدى دخولها إلى مركز المدينة.
يدعم مجلس المدينة عدة خطط لتأسيس طرق جديدة وتوجيه طرق أخرى وتطوير طريق رينغ في جنوب برستل.
استعمال السيارات الخاصة كثير في المدينة، وهو ما يؤدي إلى اختناق مروري يكلف نحو 350 مليون جنيه إسترليني كل عام. تسمح برستل باستعمال الدراجات النارية في معظم ممرات الباصات في المدينة وتقدم مواقف مجانية لها.

### النقل العام

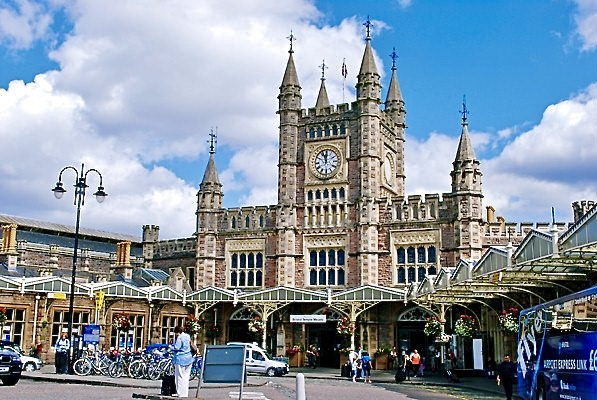
محطة بريستول تمبل ميدز

يتألف النقل العام في المدينة أساسيًّا من شبكة باصات فيرست ويست أوف إنغلاند. ومن مقدمي خدمة النقل العام الآخرين: إيبس، ستيجكوتش وست، ستيجكوتش ساوث وست، وستيجكوتش وست وسكس بس، قبل أن تُباع هذه الأخيرة. انتُقدت خدمة الباصات في برستل بأنها غالية وقليلة الكفاءة، وفي عام 2005 غُرّمت شركة فيرست غروب للتأخر وانتهاكات قواعد السلامة.
ومع أن مجلس المدينة ضمّ نظام قطار خفيف للنقل المحلي منذ عام 2000، فإنه لم يموّل المشروع بعد، وقد قدّم الاتحاد الأوروبي تمويلًا للنظام، ولكن وزارة النقل لم تقدم التمويل الإضافي اللازم. وفي عام 2019، اقتُرح أن تصل شبكة نقل من أربعة خطوط قد يكون لها أقسام تحت الأرض مركز مدينة برستل بمطار برستل من خلال ساوث برستل ونورث فرنج وإيست برستل وباث.
لم يزل إلى اليوم (2018) تحت الإنشاء نظام نقل سريع اسمه متروبس، ليقدم خدمة نقل أسرع وأكفأ من الباصات، ويطور البنية التحتية للنقل ويقلل الازدحام. سيعمل هذا النظام السريع في ممرات الباصات وفي ممرات موجهة خاصة له في ثلاثة طرق: من نوث فرنج إلى هنغروف (الطريق إم1) ومن أشتون فيل إلى برستل تمبل ميدز (الطريق إم2) ومن إمرسونز غيرن إلى ذا سنتر (الطريق إم3). بدأ عمل خدمات متروبس عام 2018.
في برستل ثلاث محطات «اركن واركب». في مركز المدينة نقل مائي تتولاه شركات برستل فيري بوتس وبرستل باكت بوت تريبس ونمبر سفن بوت تريبس، وتقدم خدمات راحة ونقل في الميناء.

### الدرّاجات
سُمّيت برستل المدينة الأولى للدراجات في إنكلترا عام 2008 وواحدة من مناطق إنكلترا الاثنتا عشرة «لمسيرات الدرّاجات». وهي موطن جمعية سسترانس، وهي جمعية للنقل المستدام. يصل طريق سكة باث برستل بباث، وهو أول جزء من شبكة الدراجات الوطنية. وفي المدينة أيضًا طرق حضرية ووصلات إلى شبكة الدراجات الوطنية ثم إلى بقية البلد. ازدادت رحلات الدراجات بنسبة 21% من 2001 إلى 2005.

### الجو
حُدّث مدرج مطار برستل ومرافق أخرى فيه عام 2001. في عام 2019، صُنّف المطار بأنه الثامن ازدحامًا في المملكة المتحدة، إذ يعبر منه 8.9 مليون مسافر، وهي زيادة 3% عن 2018.

## العلاقات الدولية
كانت برستل من أول المدن التي اعتمدت توأمة المدن بعد الحرب العالمية الثانية. من توائمها:
- بوردو، فرنسا[352][353] (منذ 1947)
- هانوفر، ألمانيا[354] (منذ 1947، وهي واحدة من أول التوأمات بين المدن البريطانية والألمانية بعد الحرب)
- بورتو، البرتغال (منذ 1984)[355]
- تبيليسي، جورجيا (منذ 1988)[356]
- بورتو مورازان، نيكاراغوا (منذ 1989)[357]
- بيرا، موزمبيق (منذ 1990)[358]
- غوانجو، الصين (منذ 2001)[359][360]

## حرية المدينة
من الأفراد والوحدات العسكرية التي نالت وسام حرية مدينة برستل:
- بيلي هيوز: 20 مايو 1916.[361]
- كيبتشوغ كينو: 5 يوليو 2012.[362]
- بيتر هيغز: 4 يوليو 2013.[363]
- السير ديفين أتنبرو: 17 ديسمبر 2013.[364]
- ذا رايفلز: 2007, 2015.[365]
- فوج الإشارة 39: 20 مارس 2019.[366][367]

## معرض صور

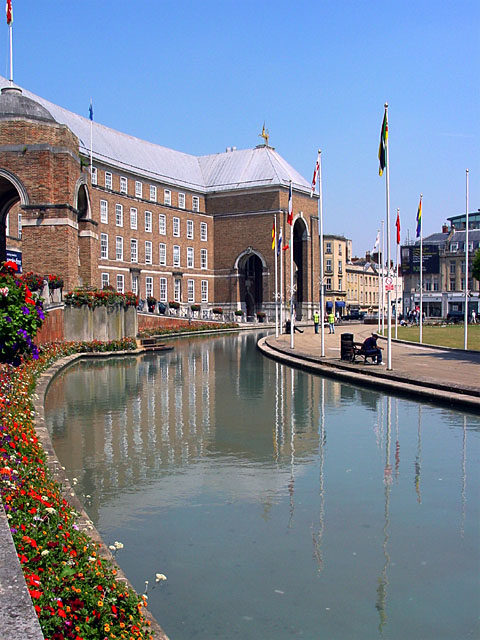
مجلس المدينة
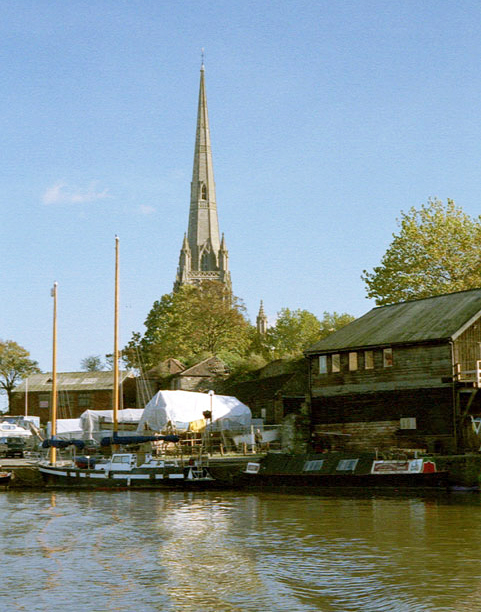
كنيسة سانت ماري ريدكليف
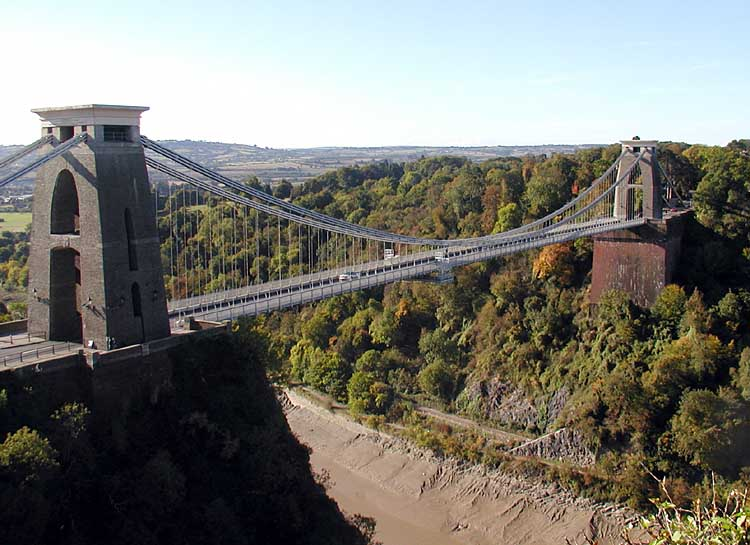
جسر كليفتون المعلق
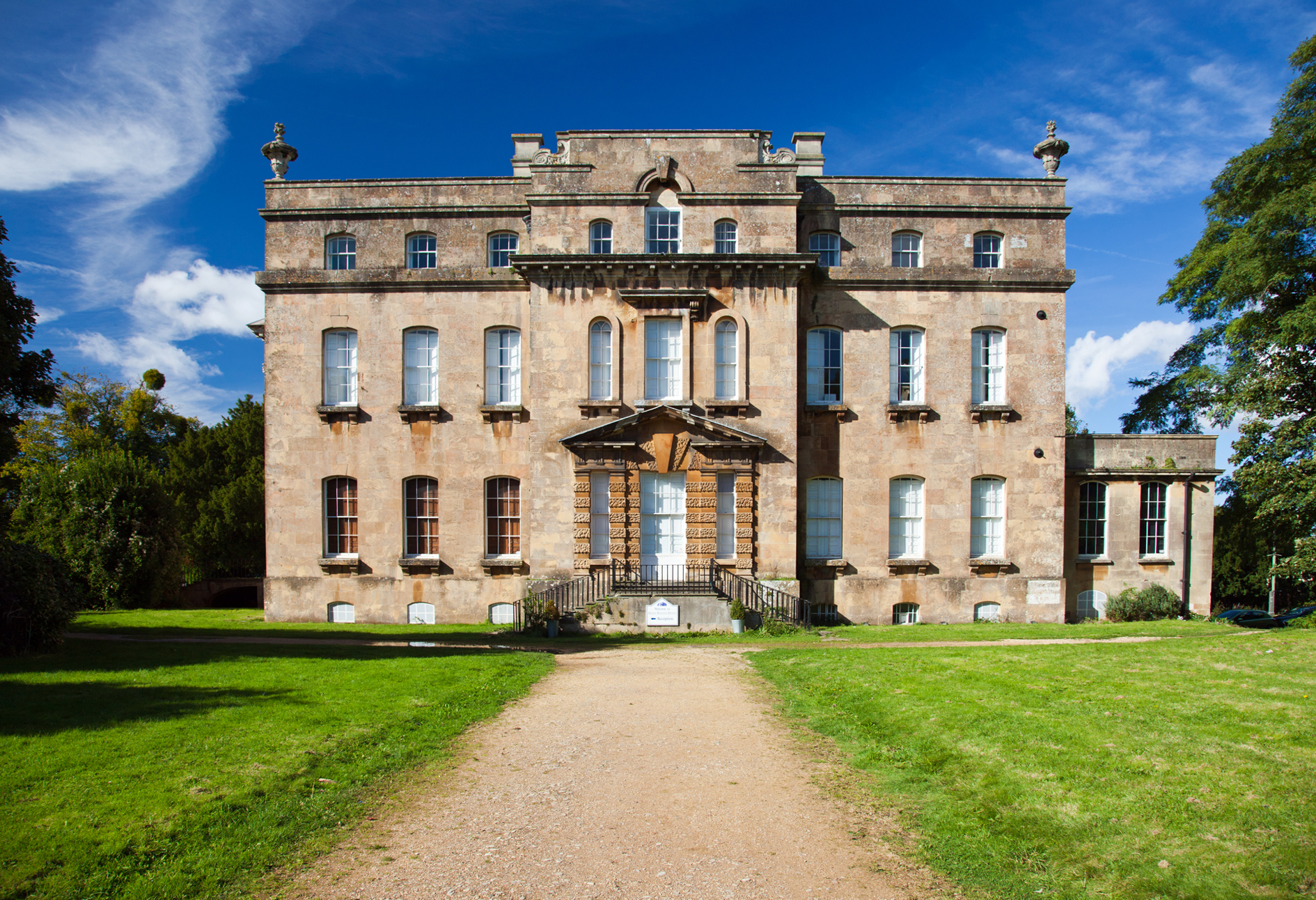
منزل كينجس ويستون
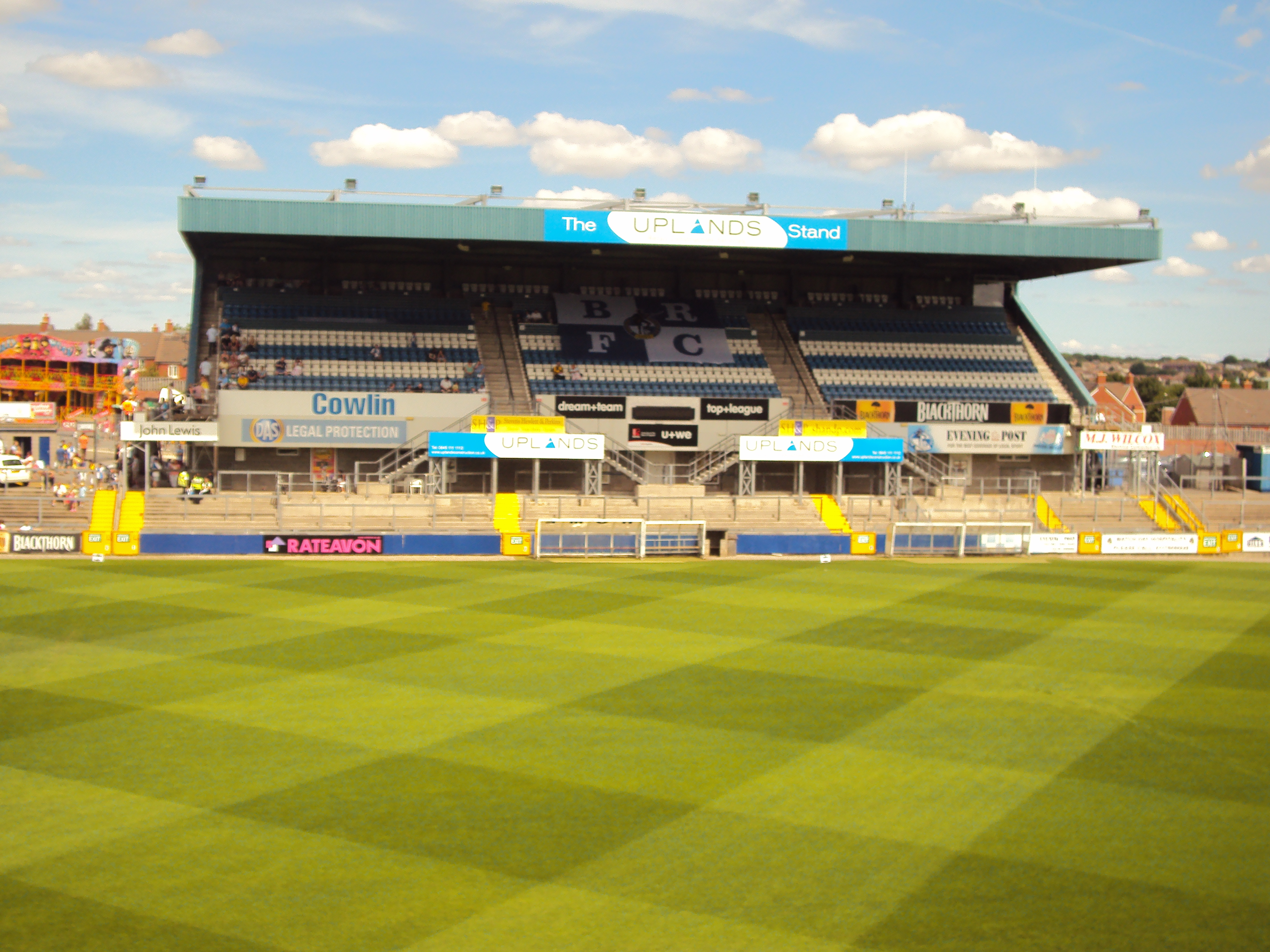
الملعب التذكاري (الخاص بنادي بريستول روفيرز)
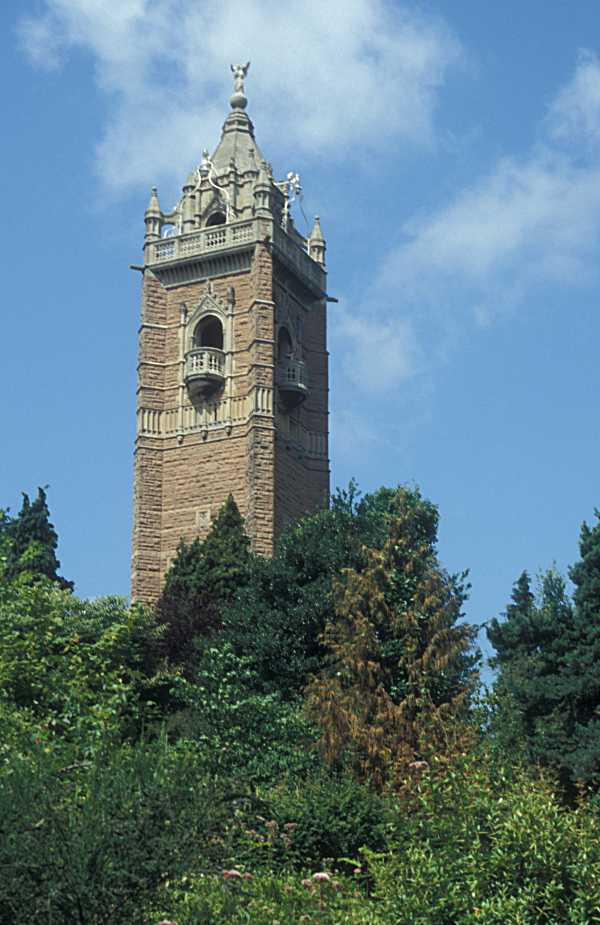
برج كابوت
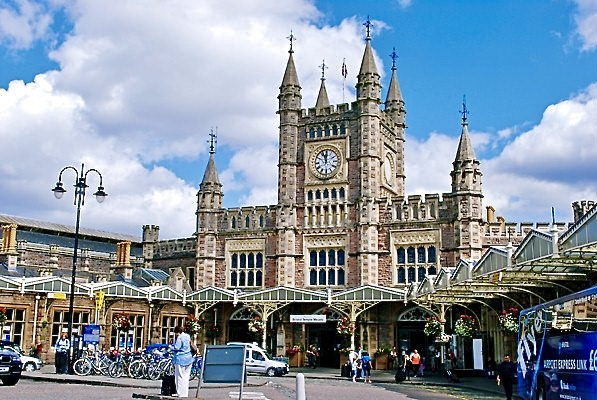
محطة قطار بريستول تمبل ميدس
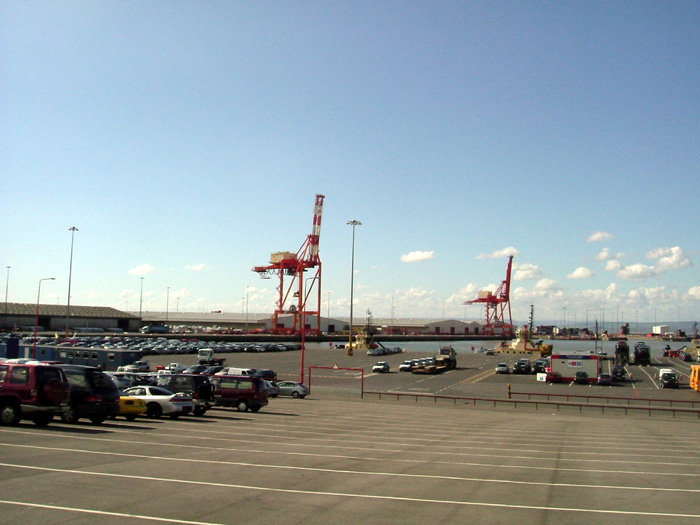
ميناء بريستول
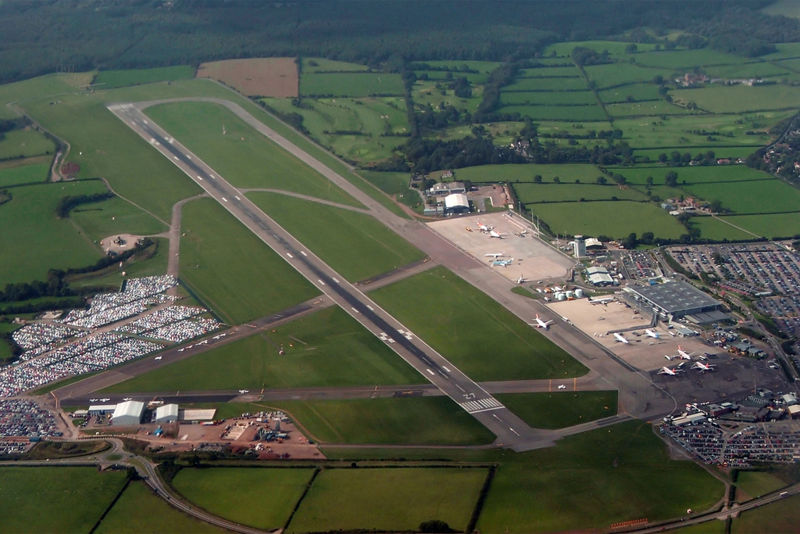
مطار بريستول
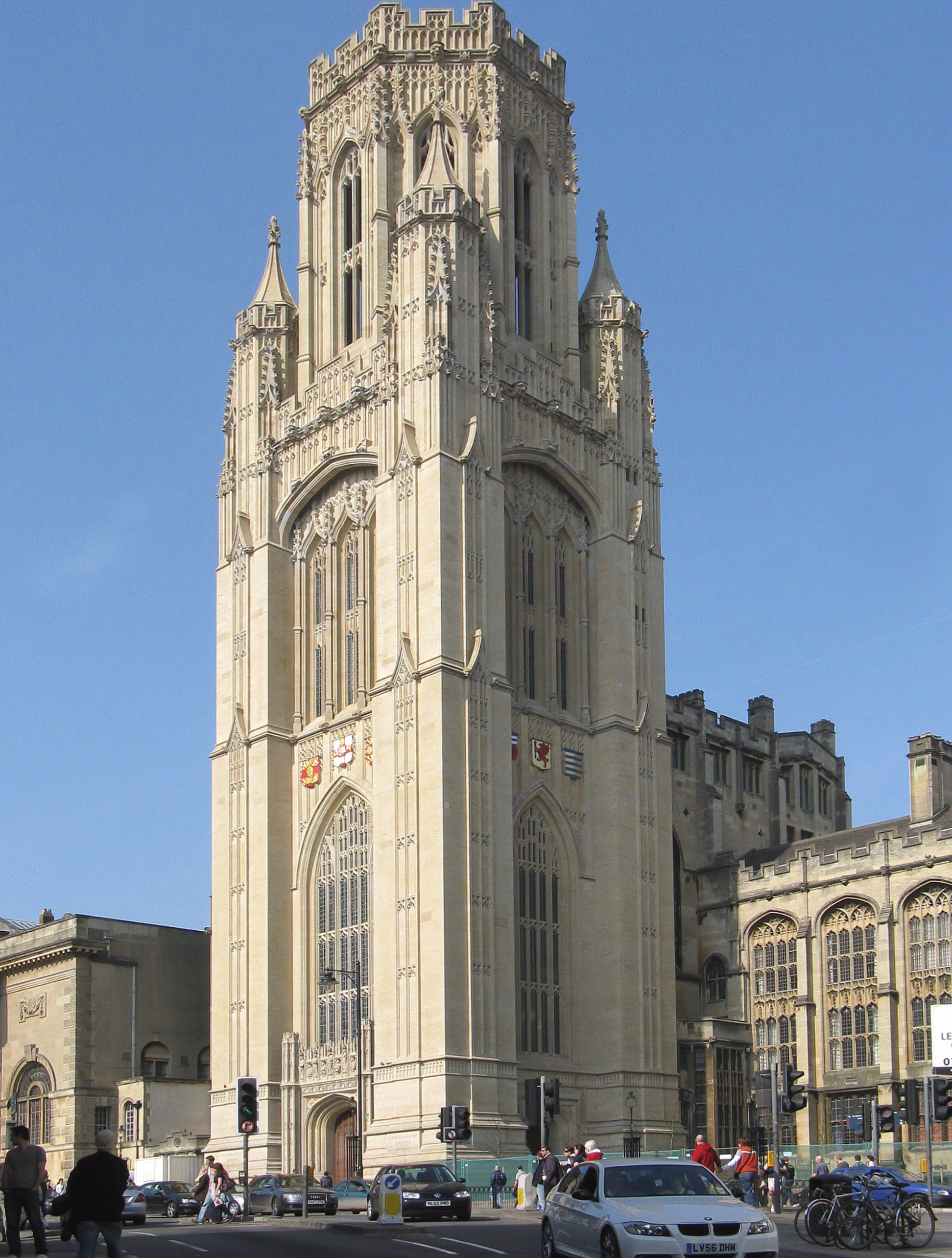
مبنى تاريخي تابع لجامعة بريستول

## مواضيع ذات صلة
- مرفأ بريستول
- جسر كليفتون المعلق
- مهرجان بريستول الدولي للمناطيد